# Batalla de Waterloo
La batalla de Waterloo fou una batalla decisiva que va enfrontar les tropes imperials franceses de Napoleó Bonaparte i les forces angloprussianes, comandades per Wellington. Va tenir lloc el 18 de juny de 1815 a una planura propera a Waterloo, al ducat de Brabant, actualment Brabant Való a Bèlgica. Un exèrcit francès, sota el comandament de Napoleó, va ser derrotat pels exèrcits de la Setena Coalició.
Després del retorn al poder de Napoleó al març de 1815, diversos estats que s'hi oposaven formaren la Setena Coalició i començaren a mobilitzar exèrcits. Dues grans forces sota el comandament de Wellington i Blücher es reuniren prop a la frontera nord-oriental de França. Napoleó escollí atacar-les esperant destruir-les abans que es poguessin reunir en una invasió coordinada de França amb altres membres de la coalició. Waterloo va ser el combat decisiu de la campanya de Waterloo i la darrera batalla de Napoleó. La derrota de Waterloo significà la destrucció del poder militar francès, la fi de l'Imperi dels Cent Dies i la caiguda definitiva de Napoleó. Segons Wellington, la batalla va ser el «final més proper que mai hagis vist en la teva vida».
Napoleó, que havia derrotat les tropes prussianes dirigides pel mariscal Blücher a la batalla de Ligny, intentà de forçar les línies britàniques abans que poguessin rebre els ajuts de noves tropes prussianes i saxones. L'exèrcit de Wellington, situat a la carretera de Brussel·les al cingle del Mont-Saint-Jean, resistí repetits atacs dels francesos fins a l'arribada al vespre de les tropes prussianes i saxones de Blücher, que atacaren el flanc dret de Napoleó. En aquell moment, l'exèrcit anglo-aliat de Wellington contraataca i provocà la retirada en desordre dels exèrcits francesos Les tropes de la coalició penetraren a França i restauraren el rei Lluís XVIII al tron francès. Napoleó abdicà finalment rendint-se al capità Maitland del HMS Bellerophon, part del bloqueig britànic, i va ser exiliat a l'illa de Santa Helena, on morí el 1821.
El camp de batalla es troba a Bèlgica, a uns 15 km al sud de Brussel·les, i a uns 2 km del poble de Waterloo. Actualment està presidit per un gran monument, la butte du lion o turó del lleó.

## Preludi

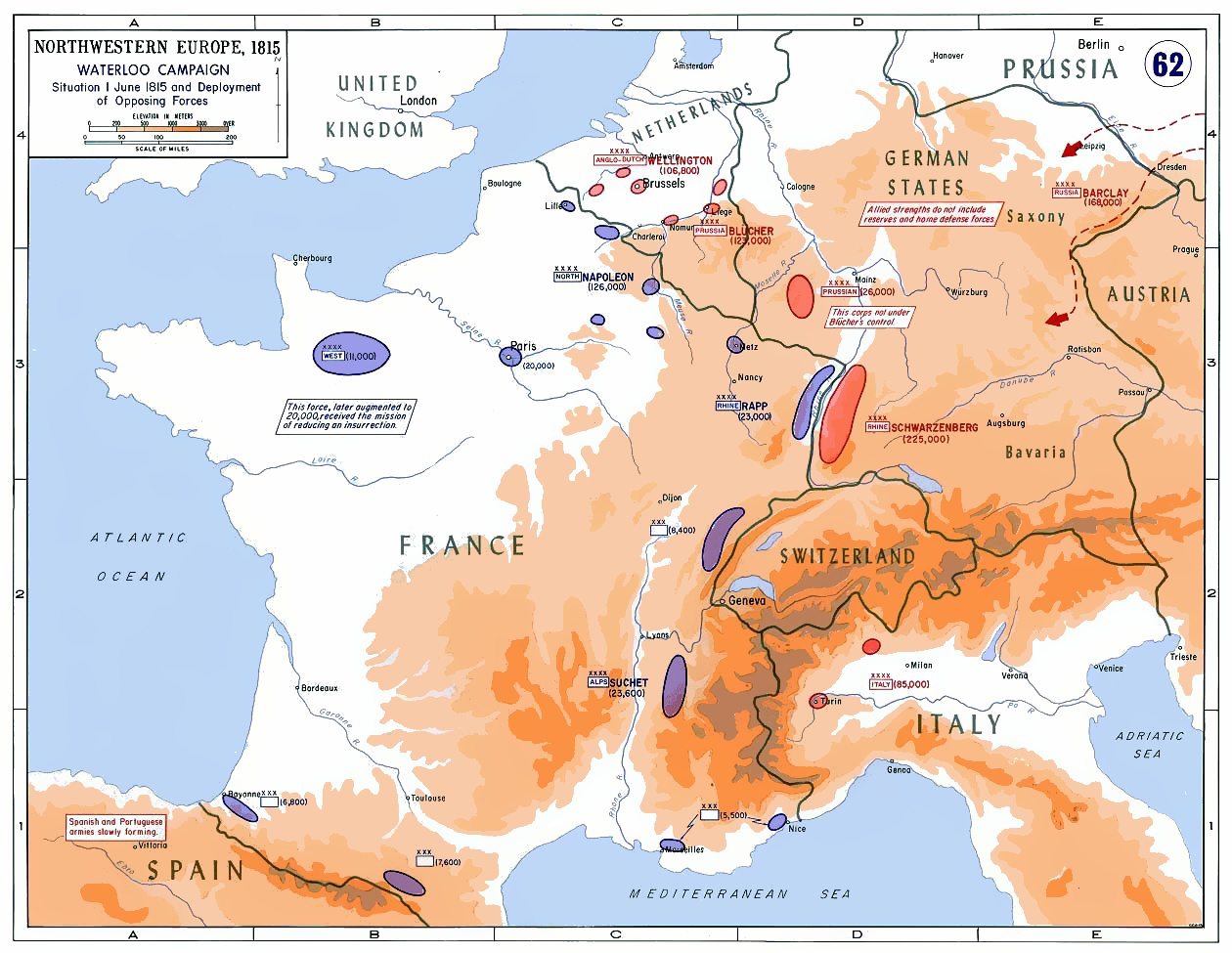
La situació estratègica a l'Europa occidental al 1815: 250.000 francesos encaraven una coalició d'uns 850.000 soldats en quatre fronts. Napoleó es va veure obligat a deixar 20.000 homes a la França occidental per reduir una insurrecció reialista.

El 13 de març de 1815, set dies abans que Napoleó arribés a París, els poders al Congrés de Viena, el van declarar fora de la llei. Quatre dies més tard, el Regne Unit, Rússia, Àustria, Prússia van mobilitzar els seus exèrcits per derrotar a Napoleó. Napoleó sabia que una vegada que els seus intents per dissuadir un o més dels aliats de la Setena Coalició d'envair França havia fracassat, la seva única possibilitat de romandre en el poder era atacar abans que la coalició. Si podia destruir les forces de la coalició al sud de Brussel·les abans que es reforcessin, podria ser capaç d'aconseguir la retirada dels britànics i empènyer els prussians fora de la guerra. Una consideració addicional és que hi havia molts simpatitzants de parla francesa a Bèlgica i una victòria francesa podria desencadenar una revolució amistosa. A més, les tropes britàniques a Bèlgica eren en gran part les tropes de segona línia, la majoria veterans de la guerra de 1812.

Mapa de la campanya de Waterloo

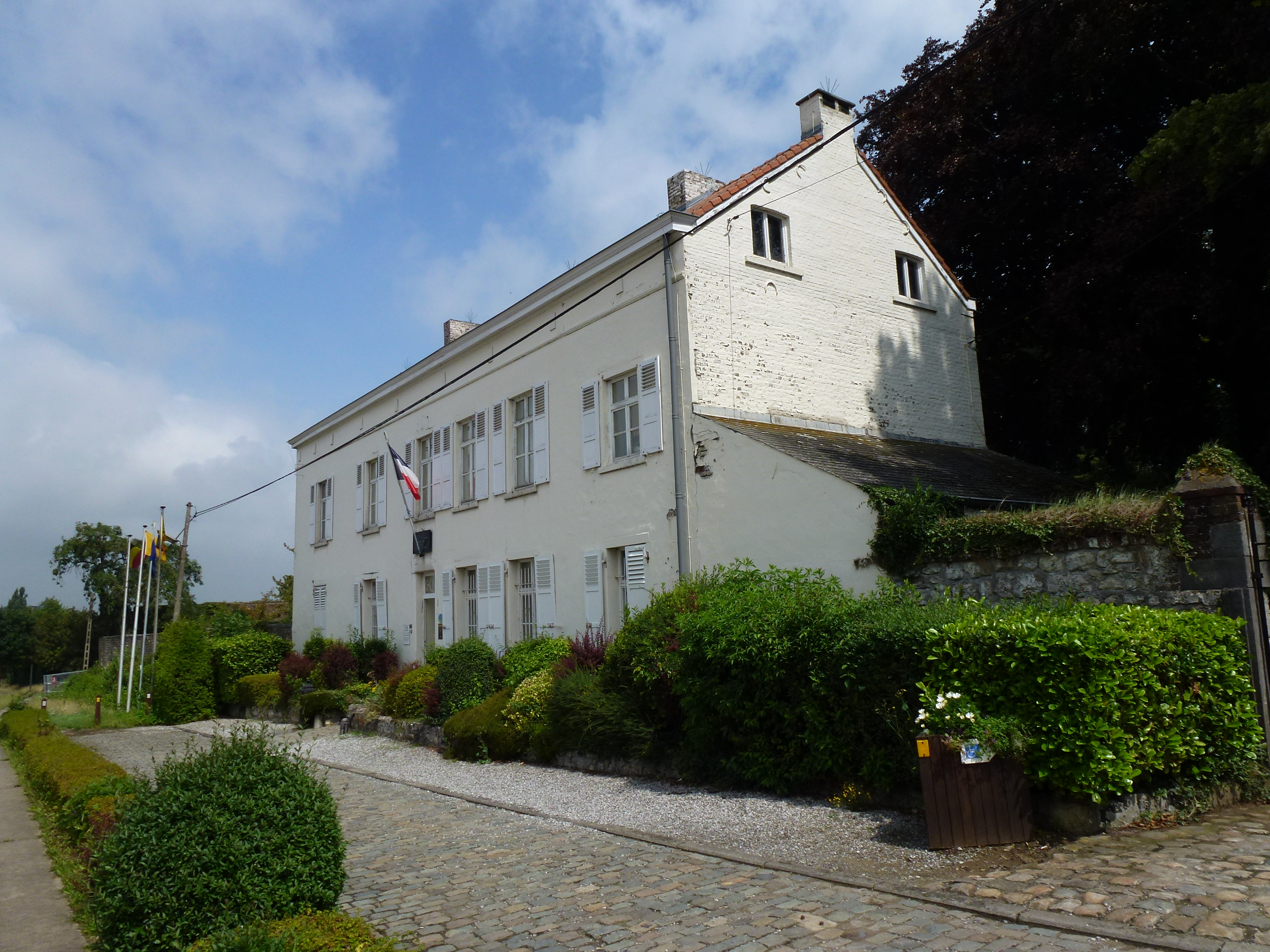
El quarter general de Napoleó durant la batalla, la Granja Caillou ("Còdol")

Les disposicions inicials de Wellington estaven destinades a contrarestar l'amenaça de Napoleó, que intentava envoltar els exèrcits de la Coalició movent-se a través de monts, al sud-oest de Brussel·les. Això hauria tallat les comunicacions de Wellington, amb la seva base a Oostende, però hauria portat al seu exèrcit a prop de Blücher. Napoleó va manipular la por de Wellington de perdre la seva cadena de subministrament. Wellington va dividir el seu exèrcit en una ala esquerra al comandament del mariscal Ney, una ala dreta comandada pel mariscal Grouchy i va reservar una sota el comandament personal (tot i que els tres elements es va mantenir prou a prop per donar-se suport els uns als altres). A l'alba del 15 de juny els francesos van travessar la frontera a prop de Charleroi i van envair ràpidament els llocs d'avançada de la Coalició, assegurant «la posició central» de Napoleó, entre els exèrcits de Wellington i Blücher.
Només molt tard durant la nit del 15 de juny Wellington va estar convençut que l'atac contra Charleroi era la principal amenaça francesa. A les primeres hores del 16 de juny, al ball de la Duquessa de Richmond, va rebre un despatx del príncep d'Orange i va quedar sorprès per la velocitat de l'avanç de Napoleó. Ordenà al seu exèrcit que es concentrés sobre Quatre Bras, on el príncep d'Orange, amb la brigada del Príncep Bernhard de Saxe-Weimar, estava mantenint una posició contra els soldats de l'ala esquerra de Ney. Les ordres de Ney eren assegurar els nusos de carreteres de Quatre Bras, de manera que, si era necessari, podria tombar més tard cap a l'est i reforçar a Napoleó.
Napoleó es mogué contra la concentració del Primer exèrcit prussià. El 16 de juny, amb una part de la reserva i l'ala dreta de l'exèrcit, atacà i derrotà els prussians de Blücher a la batalla de Ligny. El centre prussià cedí sota els assalts francesos més pesats, però els flancs van mantenir el terreny. Ney, mentrestant, trobà els nusos de camins de Quatre Bras lleugerament defensats pel príncep d'Orange, que rebutjà els atacs inicials de Ney, però que gradualment va ser expulsat pel gran nombre de tropes franceses. Va rebre reforços i finalment arribà Wellington. Va prendre el comandament i va fer recular Ney, assegurant els nusos de camins al vespre, massa tard per ajudar els prussians, que van ser derrotats el mateix dia a Ligny. La derrota prussiana va fer que la posició de Wellington a Quatre Bras fos insostenible, de manera que l'endemà es retirà cap al nord, cap a una posició defensiva que havia descobert l'any abans: el baix pic de Mont-Saint-Jean, al sud del poble de Waterloo i del bosc de Sonian.
La retirada prussiana des de Ligny no va ser interrompuda, i aparentment els francesos no se'n van adonar. El gruix de les seves unitats de rereguarda arribaren a les seves posicions vers la mitjanit i alguns elements no es van moure fins l'endemà al matí, sent ignorats pels francesos. Els prussians no es retiraren cap a l'est, a través de les seves pròpies línies de comunicació. En canvi, van dirigir-se cap al nord, en paral·lel a la línia de marxa de Wellington, encara dins d'una distància de suport i en comunicació amb ell durant tot el camí. Els prussians es reuniren amb el IV Cos de Bülow, que no havia lluitat a Ligny i ocupava una posició forta al sud de Wavre.
Un cop va tenir coneixement de la derrota prussiana, Wellington organitzà una retirada des de Quatre Bras fins a Waterloo. Napoleó, amb les reserves, va fer un inici tardà el 17 de juny i s'uní a Ney a Quatre Bras a les 13:00 per atacar l'exèrcit de Wellington però trobà la posició buida. Els francesos perseguiren l'exèrcit de Wellington en retirada tot el camí fins a Waterloo, però malgrat el temps i però, a causa del mal temps i l'avantatge inicial de l'ananç tardà de Napoleó havia permès allunyar-se a Wellington, a part d'una acció de cavalleria a Genappe no hi va haver cap altre combat substancial.
Abans de marxar de Ligny, Napoleó ordenà a Grouchy, comandant de l'ala dreta, que seguís els prussians en retirada amb 33.000 homes. Un inici tardà, incert sobre la direcció dels prussians havien pres i la vaguetat de les ordres que va rebre volien dir que Grouchy anava tard per evitar que l'exèrcit prussià arribés a Wavre, i des d'allà marxés per ajudar a Wellington. A darrera hora del 17 de juny, l'exèrcit de Wellington havia arribat a la seva posició a Waterloo, amb el cos principal de l'exèrcit de Napoleó seguint-lo. L'exèrcit de Blücher s'estava reunint a Wavre,a uns 13 km a l'est de la ciutat.

## Exèrcits
A la batalla van participar tres exèrcits: l'Armée du Nord de Napoleó, un exèrcit multinacional comandant per Wellington i un exèrcit prussià a les ordres de Blücher.
L'exèrcit francès estava format per uns 69.000 homes, consistent en 48.000 d'infanteria, 14.000 de cavalleria i 7.000 d'artilleria amb 250 canons. Napoleó s'havia servit de les lleves per omplir els rangs de l'exèrcit francès durant el seu mandat, però no va fer cap lleva per a la campanya de 1815. Tots els seus homes eren veterans de com a mínim una campanya que van tornar més o menys voluntàriament a files. La cavalleria en particular era nombrosa i formidable, i incloïa 14 regiments de cavalleria pesant cuirassada i 7 de llancers molt versàtils.
Wellington afirmà que ell mateix tenia «un exèrcit infame, molt feble i mal equipat, i un estat major molt inexpert». Les seves forces consistien en 67.000 homes: 50.000 d'infanteria, 11.000 de cavalleria i 6.000 d'artilleria amb 150 canons. D'aquests 25.000 eren britànics (incloent-hi una quantitat desproporcionada d'irlandesos,) i 6.000 homes de la Legió Alemanya del Rei (King's German Legion - KGL). La totalitat de les tropes de l'exèrcit britànic eren soldats regulars, però només 7.000 d'ells eren veterans de la Guerra Peninsular. A més, havia 17.000 soldats neerlandesos I belgues, 11.000 de hannoverians, 6.000 de Brunswick i 3.000 de Nassau.
Gran part de les tropes dels exèrcits de la Coalició eren inexpertes. L'exèrcit neerlandès havia estat restablert el 1815, després de l'anterior desfeta de Napoleó. Amb l'excepció dels britànics i alguns de Hannover i Brunswick que havien lluitat amb l'exèrcit britànic a Espanya, molts dels soldats professionals dels exèrcits de la Coalició havien passat part del seu temps a l'exèrcit francès o en exèrcits aliats al règim napoleònic. L'historiador Barbero senyala que en aquest exèrcit heterogeni la diferència entre tropes britàniques i «estrangeres» no es demostrà significant sota el foc. Wellington, a més, anava molt curt de cavalleria pesant, disposant només de 7 regiments britànics i 3 d'holandesos. El Duc de York imposà diversos dels seus oficials d'estat major a Wellington, incloent-hi el seu segon en el comandament, el comte d'Uxbridge. Uxbridge comandà la cavalleria i tenia carta blanca de Wellington per emprar aquestes forces a discreció. Wellington estacionà 17.000 tropes més a Halle, a 13 km a l'oest; no van ser cridats per a participar en la batalla, però haguessin servit com a darrera posició si es perdia la batalla. Estaven principalment compostos per tropes neerlandeses a les ordres del Príncep Frederic dels Països Baixos, el germà petit del Príncep d'Orange. Estaven situats com a guàrdia contra un possible moviment ampli de flanqueig per part de les tropes franceses, i també per a actuar com a rereguarda si Wellington es veia obligat a retirar-se cap a Anvers i la costa. D'acord amb Hofschröer, les millors tropes neerlandeses es trobaven a Halle i es qüestiona els motius del seu destí.
L'exèrcit prussià estava en plena reorganització. El 1815, els antics regiments de Reserva, Legions i formacions de voluntaris Freikorps de les guerres de 1813-1814 estaven en procés de ser absorts per l'exèrcit, conjuntament amb diversos regiments Landwehr (milícia). Els Landwehr estaven en general mal entrenats i mal equipats quan van arribar a Bèlgica. La cavalleria prussiana estava en un estat semblant. La seva artilleria també estava en ple procés de reorganització i no realitzà la seva millor actuació (els canons i equipament van continuar arribant durant i després de la batalla). Malgrat aquests handicaps, però, l'exèrcit prussià tenia un lideratge excel·lent i professional en la seva organització de l'Estat Major General. Aquests oficials provenien de quatre escoles desenvolupades per aquest propòsit i per això treballaven de manera igual. Aquest sistema estava en un marcat contrast amb els francesos, que donaren ordres vagues. Aquest sistema d'esta major assegurà que abans de Ligny, tres quarts de l'exèrcit prussià es concentrà per la batalla amb 24 hores d'avís. Després de Ligny, tot i que havien estat derrotats, van ser capaços de reorganitzar el seu tren de subministraments i intervenir decisivament en el camp de batalla de Waterloo 48 hores després. Dos cossos i mig de l'exèrcit prussià, formats per 48.000 homes, van combatre a Waterloo; dues brigades sota Friedrich von Bülow, comandant del IV Cos atacaren Lobau a les 16:30; mentre que el I Cos de Zieten i part del II Cos de Georg von Pirch entraren en combat cap a les sis del vespre.

### Ordre de batalla

#### Armée du Nord

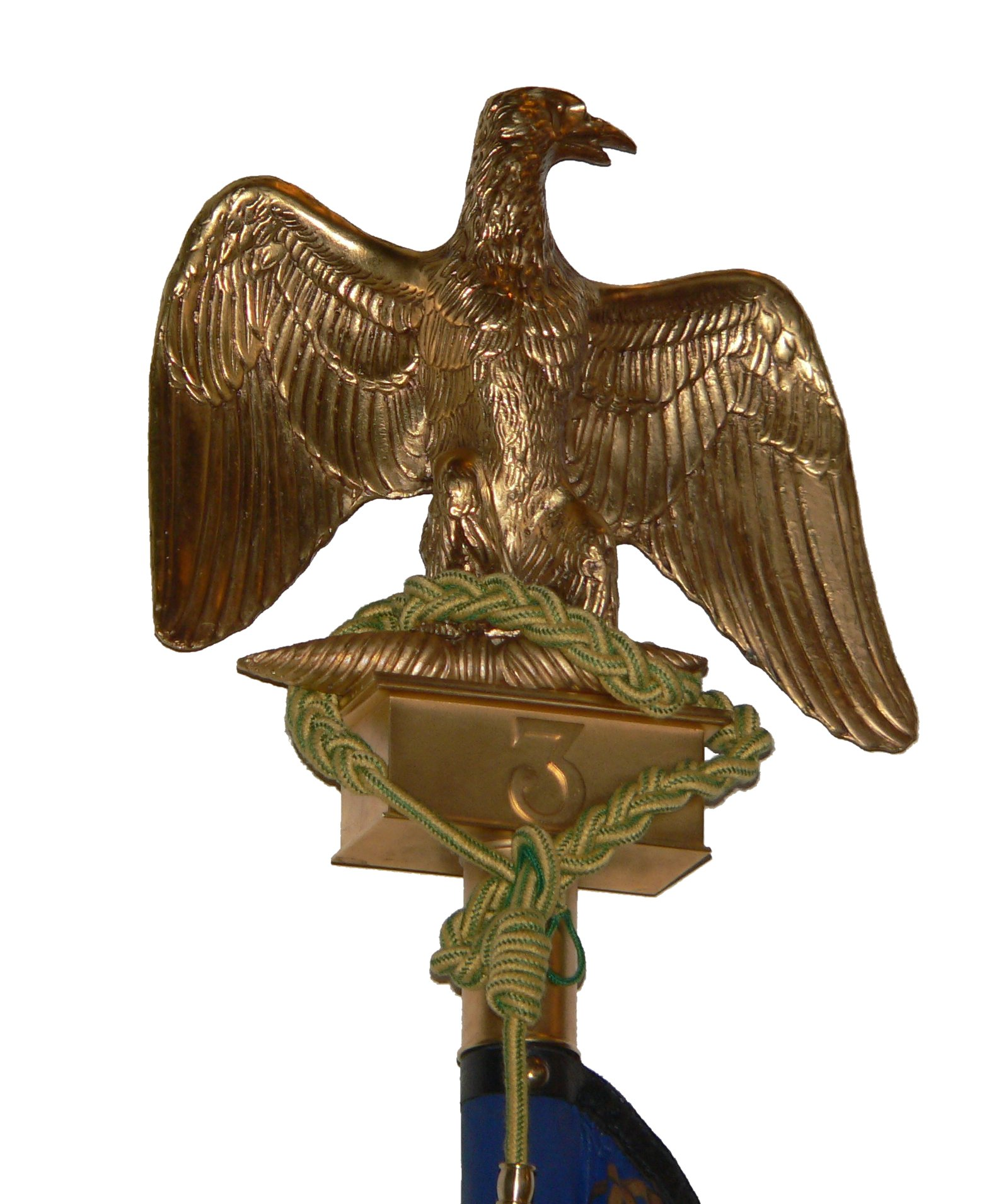
Àliga napoleònica

L'organització inicial (segons David Chandler) de l'Armée du Nord durant la campanya de Waterloo (122.721 homes: infanteria, 89.000; cavalleria, 22.100; artilleria, 9.090 amb 366 canons; enginyers i d'altres, 1.978; Estat Major, 553) va ser la següent:
- Ala dreta: Mariscal Emmanuel de Grouchy
  - Tercer cos (17 150 amb 38 canons): General comte Dominique Vandamme
  - Quart cos (15 700 amb 38 canons) General comte Maurice Étienne Gérard
- Ala esquerra: Mariscal Michel Ney
  - Primer cos (20 950 amb 46 canons): General Jean-Baptiste Drouet, comte D'Erlon
  - Segon cos (25 100 amb 46 canons): General comte Honoré Charles Reille
- Reserva: Emperador Napoleó I
  - Guàrdia Imperial (20 278 amb 118 canons): Mariscal Édouard Adolphe Casimir Joseph Mortier, general Antoine Drouot
  - Sisè cos (10 300 amb 32 canons): General Georges Mounton, comte de Lobau
- Reserva de cavalleria: Mariscal Emmanuel de Grouchy
  - Primer cos de cavalleria (3.100 amb 12 canons): General comte Pierre Claude Pajol
  - Segon cos de cavalleria (3.290 amb 12 canons): General comte Rémy Joseph Isidore Exelmans
  - Tercer cos de cavalleria (3.700 amb 12 canons): General François Étienne Kellermann, comte de Valmy
  - Quart cos de cavalleria (3.000 amb 12 canons): General comte Édouard Jean Baptiste Milhaud

#### Exèrcit del mariscal Blücher
L'exèrcit prussià s'organitzà així:
- Primer cos: Tinent General Hans Ernst Karl von Zieten
- Segon cos: Major General Georg Dubislaw Ludwig von Pirch
- Tercer cos: Tinent General Baró Johann Adolf von Thielmann
- Quart cos: Tinent General Baró Friedrich Wilhelm Graf Bülow von Dennewitz

A més, el Tinent General Friedrich von Kleist comandava una força de 25 000 prussians proa del riu Mosel·la.

#### Exèrcit de Wellington
L'exèrcit de Wellington era una força multinacional de 67.000 homes. La distribució per armes era de més de 50.000 infants, 11.000 genets i 6.000 artillers amb 150 canons, organitzats així:
- Primer cos: Príncep Guillem VII d'Orange (dues divisions britàniques, una belga i una altra neerlandesa).
- Segon cos: Tinent general lord Rowland Hill (dues divisions britàniques, una aliada, més una brigada addicional belga-neerlandesa).
- Reserva: Duc de Wellington (dues divisions britàniques, el cos de Brunswick i el contingent de Nassau).
- Contingent addicional: lord Uxbridge, (una unidad de cavalleria pesant y d'artilleria).

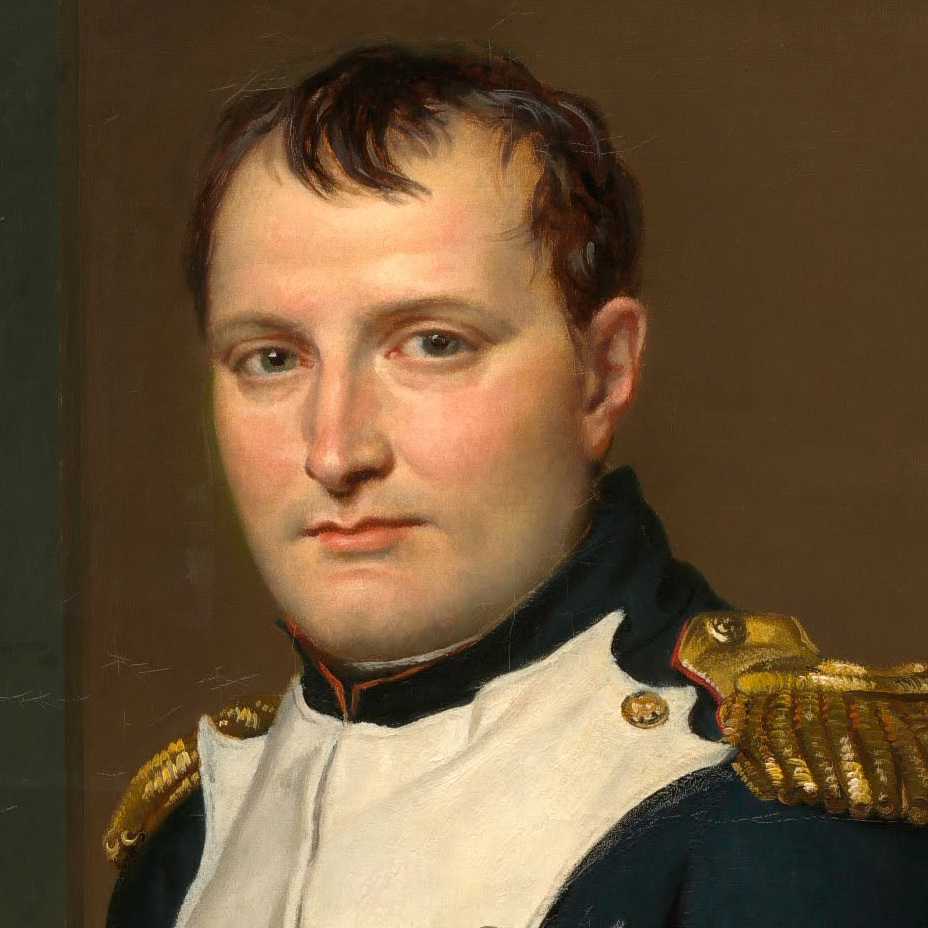
Napoleó Bonaparte
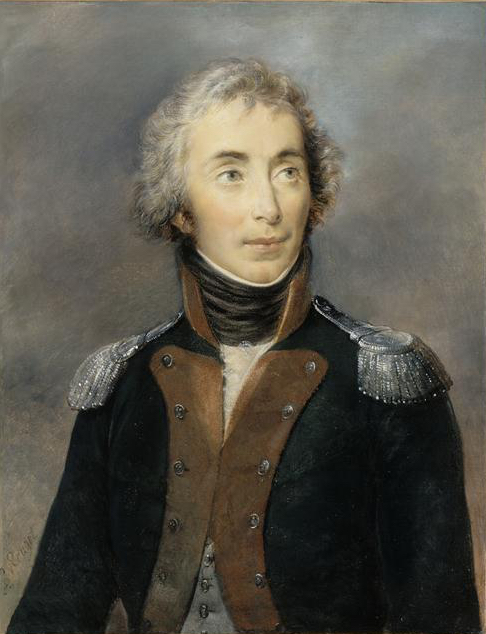
Emmanuel de Grouchy
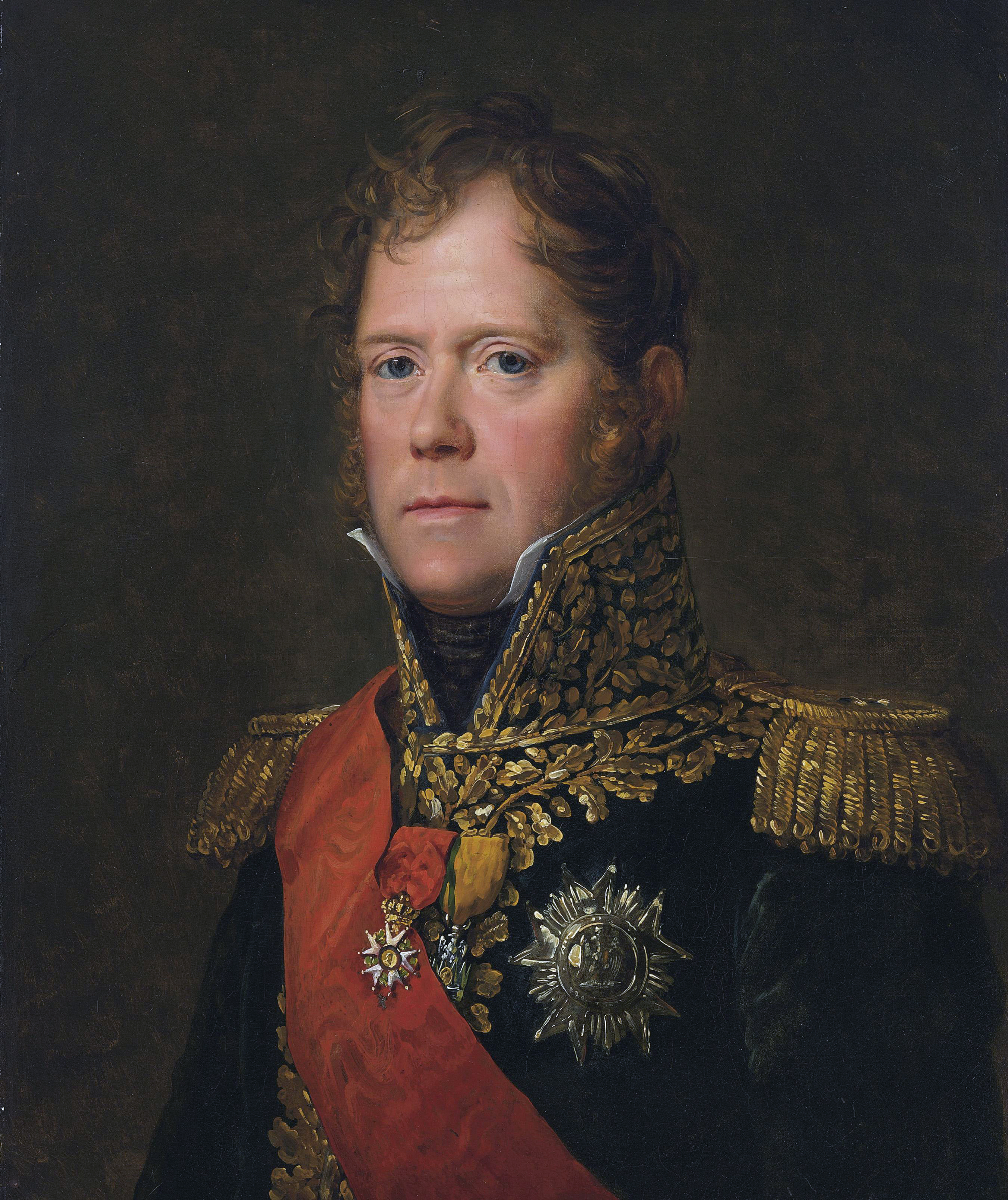
Michel Ney
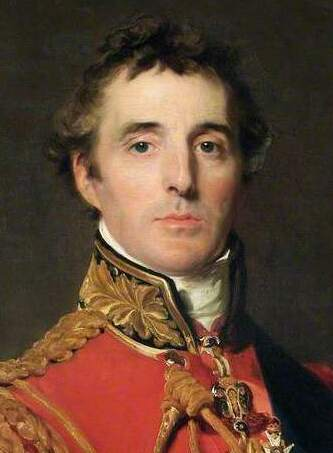
Arthur Wellesley
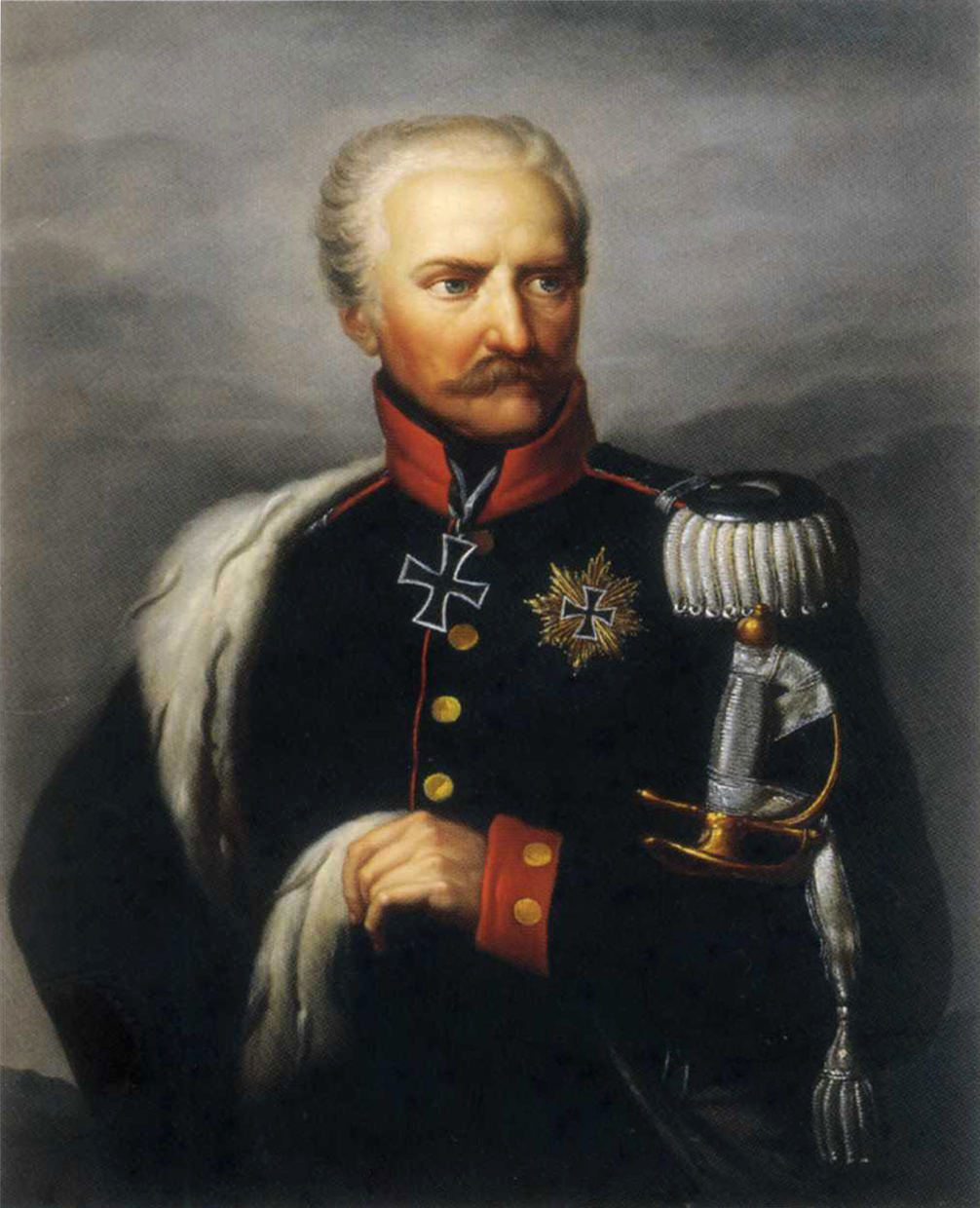
Gebhard Leberecht von Blücher
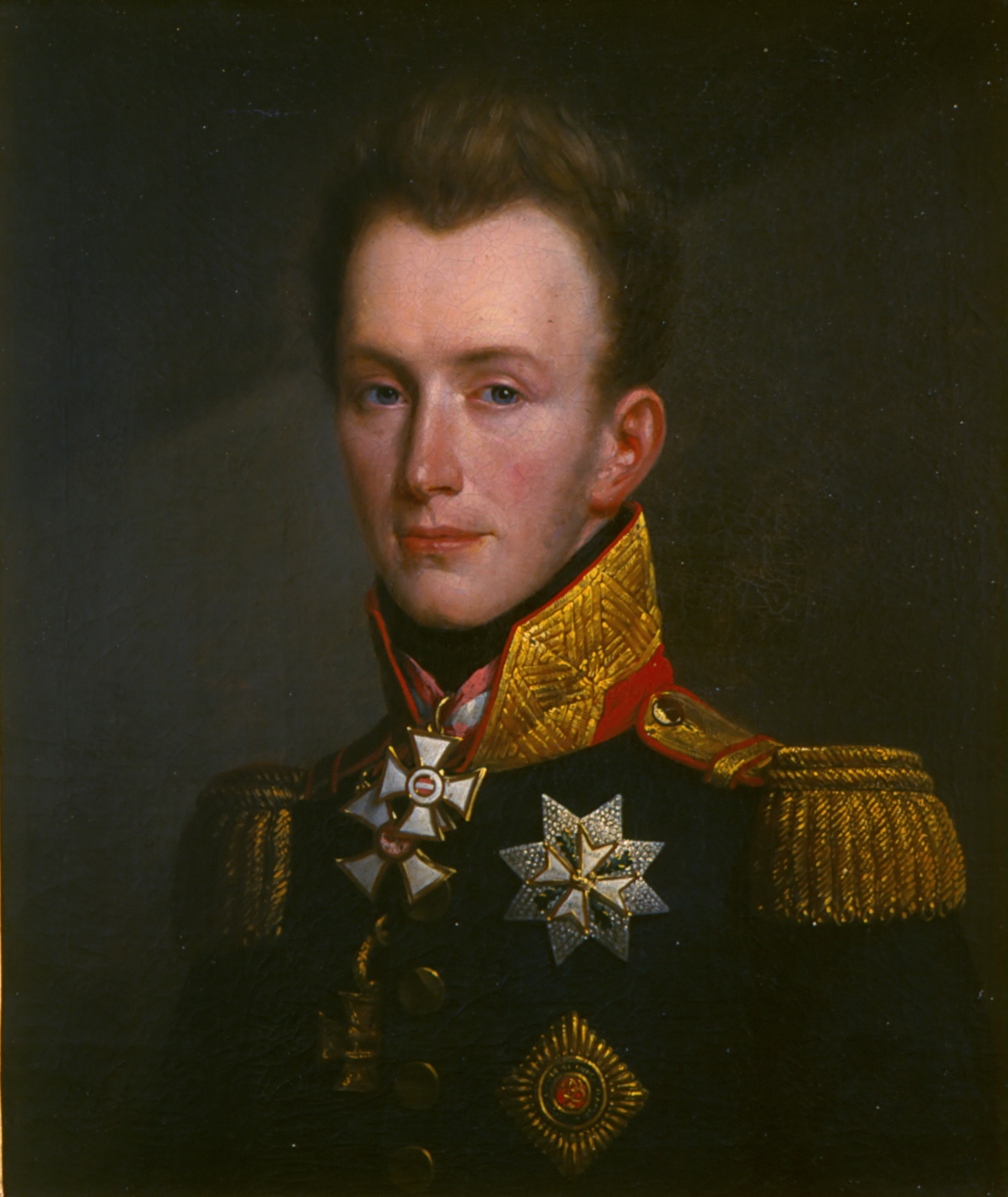
Guillem II, Príncep d'Orange

## El camp de batalla

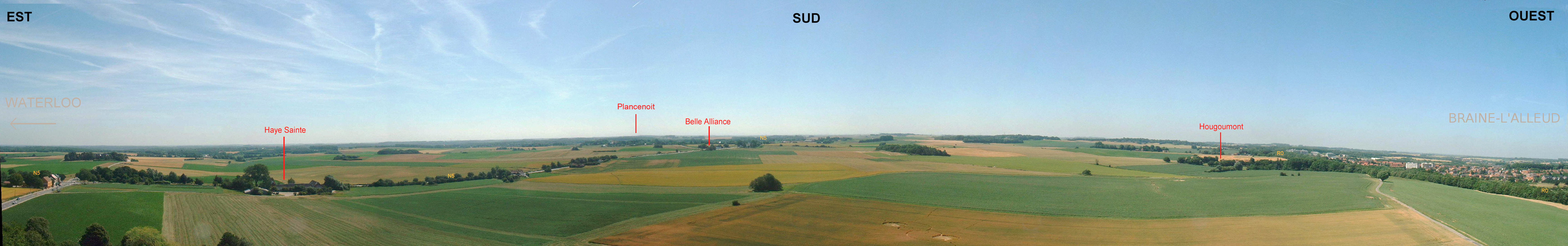
Panorama del camp de batalla

La posició de Waterloo era una de forta. Consistia en una llarga carena d'est a oest, perpendicular i partida per la carretera principal a Brussel·les. A la cresta de la carena transcorria la carretera d'Ohain, un profund camí excavat. Prop dels nusos de carreteres amb la carretera de Brussel·les hi havia un llarg bosc d'oms que estava gairebé al centre de la posició de Wellington i li serví com el seu punt de comandament durant gairebé tot el dia. Wellington desplegà la seva infanteria en una línia just darrere de la carena de la serralada seguint el camí d'Ohain. Usant la pendent inversa, tal com ja havia fet moltes vegades abans, Wellington ocultà la seva força als francesos, a excepció dels fustigadors i de l'artilleria. La longitud del front del camp de batalla també era relativament curta, de només 4 km. Això permetia a Wellington desplegar les seves forces en profunditat, la qual cosa va fer al centre i a la dreta, tot el camí cap al poble de Braine-l'Alleud, amb l'esperança que els prussians reforcessin la seva esquerra durant el dia.

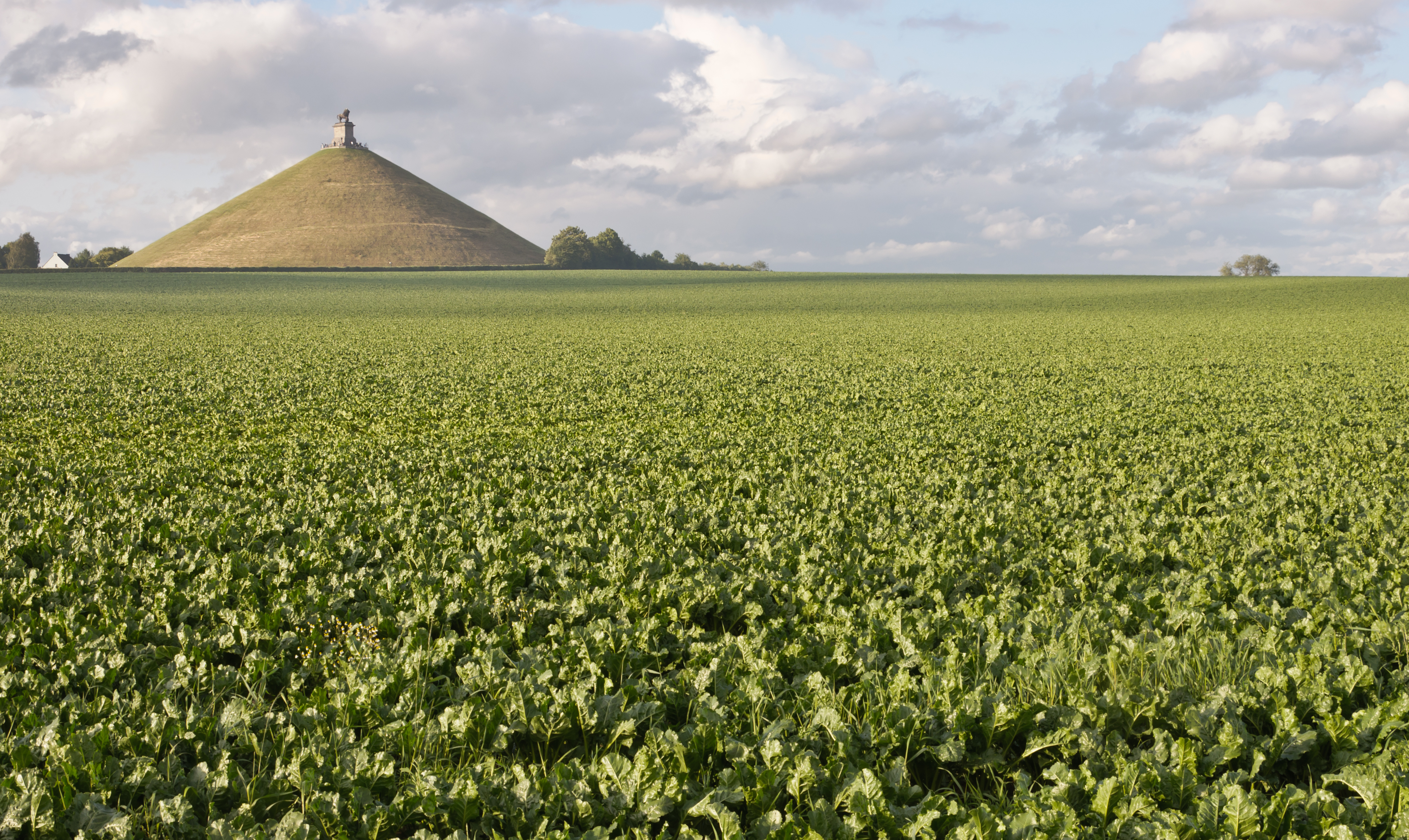
Morne plaine, descrita per Víctor Hugo a Els miserables, i el Lion's Mound.

Davant de la cresta, havia tres posicions que podien ser fortificades: a l'extrem dret hi havia el château, el jardí i l'hort de Hougoumont. Era una casa de camp gran i ben construïda, inicialment oculta entre els arbres. La casa encarava al nord una pista coberta i enfonsada (habitualment descrita pels britànics com el camí buit), pel qual podien rebre subministraments. A l'extrem esquerre estava el llogaret de Papelotte. Tant Hougoumont i Papelotte van ser fortificades, assegurant els flancs de Wellington. Papelotte també comandava la carretera a Wavre que els prussians farien servir per enviar reforços a les posicions de Wellington. Al costat oest de la carretera principal, i davant de la resta de la línia de Wellington, estava la granja i l'hort de La Haye Sainte, on estaven atrinxerats 400 homes de la infanteria lleugera de la Legió Alemanya del Rei. Al costat oposat de la carretera hi havia una pedrera de sorra en desús, on es van situar els 95è de Rifles com a tiradors.
Aquesta posició presentava un desafiament formidable per a qualsevol força atacant. Qualsevol temptativa de passar la dreta de Wellington significava prendre l'atrinxerada posició d'Hougomont; qualsevol atac d'aquest centre significava que els atacants haurien de marxar entre el foc de flanqueig des d'Hougoumont i La Haye Sainte. A l'esquerra, qualsevol atac també seria cobert pel foc provinent de La Haye Sainte i el seu sorral, i qualsevol intent de travessar pel flanc esquerre significava combatre pels carrers i tanques de Papelotte, i algun terreny molt humit.
L'exèrcit francès formà sobre els vessants d'una altra cresta al sud. Napoleó no podia veure les posicions de Wellington, de manera que situà les seves forces simètricament amb la carretera de Brussel·les. A la dreta estava el I Cos sota d'Erlon, amb 16.000 soldats d'infanteria i 1.500 de cavalleria, a més d'una reserva de cavalleria de 4.700 homes. A l'esquerra havia el II Cos de Reille, amb 13.000 homes d'infanteria i 1.300 de cavalleria; i una reserva de cavalleria de 4.600. Al centre, al sud de la posada La Belle Alliance hi havia una reserva, incloent-hi el VI Cos de Lobau amb 6.000 homes, els 13.000 infants de la Guàrdia Imperial i una reserva de cavalleria de 2.000 homes. A la rereguarda dreta de la posició francesa estava el poble de Plancenoit, i a l'extrema dreta, el bosc del Bois de Paris. Napoleó inicialment comandà la batalla des de la granja de Rossomme, des d'on podia veure tot el camp de batalla, però es traslladà a una posició prop de La Belle Alliance a primera hora del vespre. El comandament sobre el camp de batalla (que en gran part li quedava amagat de la seva vista) va ser delegat en Ney.
El camp de batalla va ser llistat patrimoni excepcional de Valònia.

## Batalla

### Preparatius
Wellington es llevà vers les dues o les tres de la matinada del 18 de juny, i va escriure cartes fins a l'alba. Abans havia escrit a Blücher confirmant que donaria batalla a Mont-Saint-Jean si Blücher podia enviar-li com a mínim un cos; en cas contrari, es retiraria cap a Brussel·les. En una reunió a altes hores de la nit, el cap d'estat major de Blücher, August Neidhardt von Gneisenau, es mostrà desconfiat sobre l'estratègia de Wellington, però Blücher el va convèncer que hauria de marxar per unir-se a l'exèrcit de Wellington. Al matí Wellington degudament va rebre una resposta de Blücher, prometent ajudar-lo amb tres cossos. A partir de les sis del matí Wellington estava al camp supervisant el desenvolupament de les seves forces. A Wavre, el IV Cos prussià de Bülow va ser designat per encapçalar la marxa cap a Waterloo com si estigués en la millor forma, car no havia participat en la batalla de Ligny. Tot i que no havia patit baixes, el IV Cos havia estat marxant durant dos dies, cobrint la retirada de tres altres cossos de l'exèrcit prussià del camp de batalla de Ligny. Havia estat situat en el punt més allunyat de la batalla, i el progrés era molt lent. Les carreteres estaven en molt males condicions després de la forta pluja de la nit, i els homes de Bülow havien de passar pels congestionats carrers de Wavre i moure 88 peces d'artilleria. Les coses no van ajudar quan va esclatar un incendi a Wavre, bloquejant diversos carrers pels que Bülow volia passar. Com a resultat, la darrera part del cos marxà a les 10:00, sis hores després que els elements d'avantguarda havien marxat cap a Waterloo. Els homes de Bülow van ser seguits cap a Waterloo primer pel I Cos, i després del II Cos.

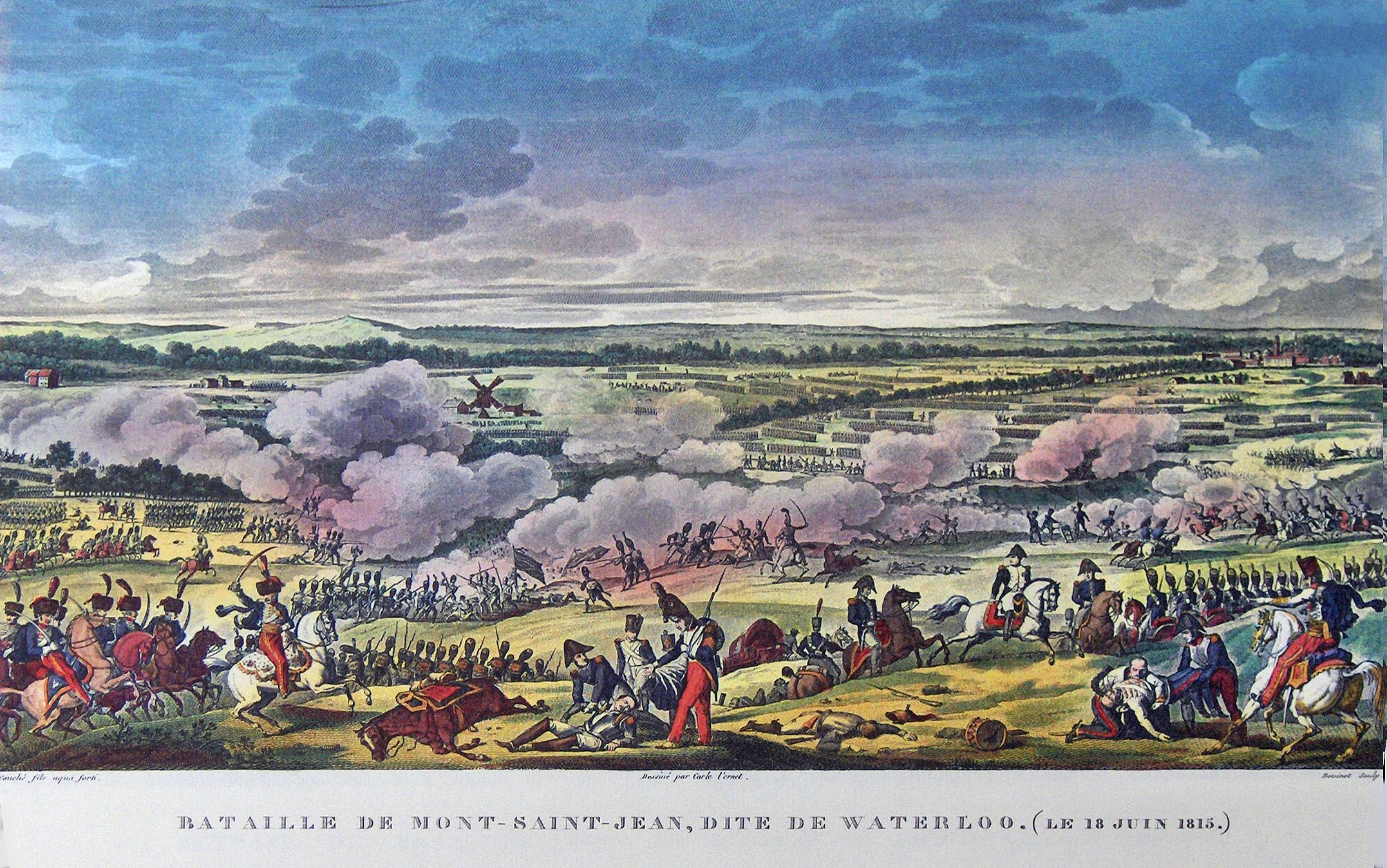
La batalla de Mont-Saint-Jean

Napoleó esmorzà en safata de plata a Le Caillou, la casa on havia passat la nit. Quan Soult li suggerí que s'hauria de cridar a Grouchy perquè s'unís a la força principal, Napoleó digué «Només perquè ha estat colpejat per Wellington, vostè es creu que és un bon general. Ja li dic que Wellington és un mal general, que els anglesos són mal soldats, i que aquest afer no és més que un berenar al camp». Malgrat tot això, les afirmacions sorprenents fetes per Napoleó no s'havien de prendre al peu de la lletra, donada la màxima de l'Emperador que «en la guerra, la moral ho és tot» i que la lloança de l'enemic és sempre dolenta, car redueix la moral pròpia. En canvi, se l'havia vist participant en aquestes arengues en multitud d'ocasions en el passat i en el matí de la batalla de Waterloo havia de combatre amb el nerviosisme i el pessimisme del seu cap d'esta major i havia de respondre a les persistents i pràcticament opinions derrotistes d'alguns dels seus generals superiors. Més tard, parlant amb el seu germà Jerome, d'algunes xafarderies escoltades per un cambrer entre oficials britànics menjant a la posada King of Spain a Genappe que els prussians havien de marxar des de Wavre, Napoleó firmà que els caldrien dos dies com a mínim de marxa i que haurien de lluitar amb Grouchy. Per sorpresa, escolta comentaris al costat de Jerome; i els comandants francesos presents a la conferència prèvia a la batalla a Le Caillou no tenien cap informació sobre l'alarmant proximitat dels prussians i no sospitaven que els homes de Blücher començarien a aparèixer en grans quantitats al camp de batalla només cinc hores després.
Napoleó havia retardat l'inici de la batalla a causa del terra moll, que hauria dificultat les maniobres de l'artilleria i de la cavalleria. A més, gran part de les seves tropes havien fet vivac al sud de La Belle Alliance. A les 10.00, en resposta a un despatx que havia rebut de Grouchy sis hores abans, envià una resposta dient a Grouchy que es dirigís cap a Wavre (al nord de Grouchy) «per tal d'acostar-se a nosaltres» (a l'oest de Grouchy) i llavors empenyés davant seu els prussians per arribar a Waterloo «tan aviat com sigui possible».
A les 11 del matí, Napoleó esbossà la seva ordre general: el Cos de Reille a l'esquerra i el Cos d'Erlon a la dreta per atacar el poble de Mont-Saint-Jean i mantenir-se al tant els uns dels altres. Aquesta ordre assumia que la línia de batalla de Wellington estava al poble, en comptes de ser en una posició més d'avançada sobre la carena. Per fer possible això, la divisió de Jerome faria un atac inicial contra Hougoumont, que Napoleó esperava que Wellington llancés les seves reserves, car la seva pèrdua amenaçaria les seves comunicacions amb el mar. Una grande batterie de la reserva d'artilleria dels Cossos I, II i VI llavors hauria de bombardejar el centre de la posició de Wellington cap a la una del migdia. El Cos d'Erlon llavors atacaria l'esquerra de la posició de Wellington, la travessaria i avançaria d'est a oest. A les seves memòries, Napoleó va escriure que la seva intenció era separar l'exèrcit de Wellington dels prussians i fer-los recular fins al mar.

### Hougoumont

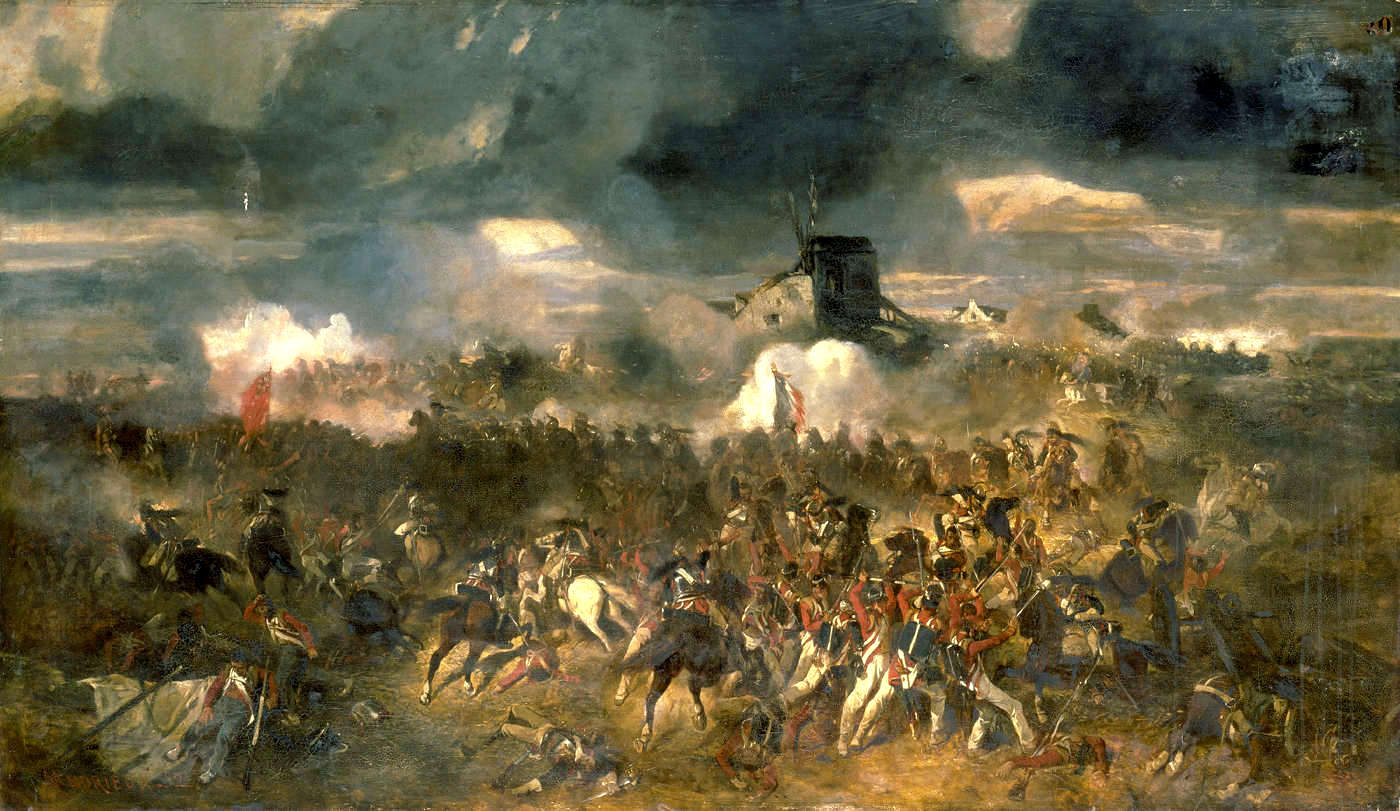
The Battle of Waterloo, per Clément-Auguste Andrieux (1852)

L'historiador Andrew Roberts senyala que «És un fet curiós sobre la batalla de Waterloo que ningú no està absolutament cert de quan començà exactament». Wellington senyalà als seus despatxos que «cap a les deu en punt del matí [Napoleó] començà un atac ferotge sobre la nostra posició a Hougoumont». Altres fonts senyales que l'atac començà cap a les 11:30. La casa i la seva rodalia estava defensada per quatre companyies lleugeres de Guàrdies, i el bosc per Jägers hannoverians i pel 1/2nd de Nassau. L'atac inicial de la brigada de Bauduin buidà el bosc, però va haver de recular pel dur foc d'artilleria, i costà la vida a Bauduin. Mentre que els canons britànics estaven entretinguts amb un duel amb l'artilleria francesa, un segon atac llançat per la brigada de Soye havia assolit l'èxit en arribar a la porta nord de la casa. El sotstinent Legros, un oficial francès, va abatre la porta amb una destral. Algunes tropes franceses aconseguiren entrar al pati. El 2n de Guàrdies de Coldstream i el 2/3rd de Guàrdies a Peu arribaren en socors. Va haver una lluita cos a cos ferotge, i els britànics aconseguiren tancar la porta mentre que les tropes franceses penetraven. Els francesos que van quedar atrapats al pati van ser tots morts. Només un jove tambor es va salvar.

La porta del costat nord assaltat pel 1r Légère, van ser encapçalats pel sous-lieutenant Legros

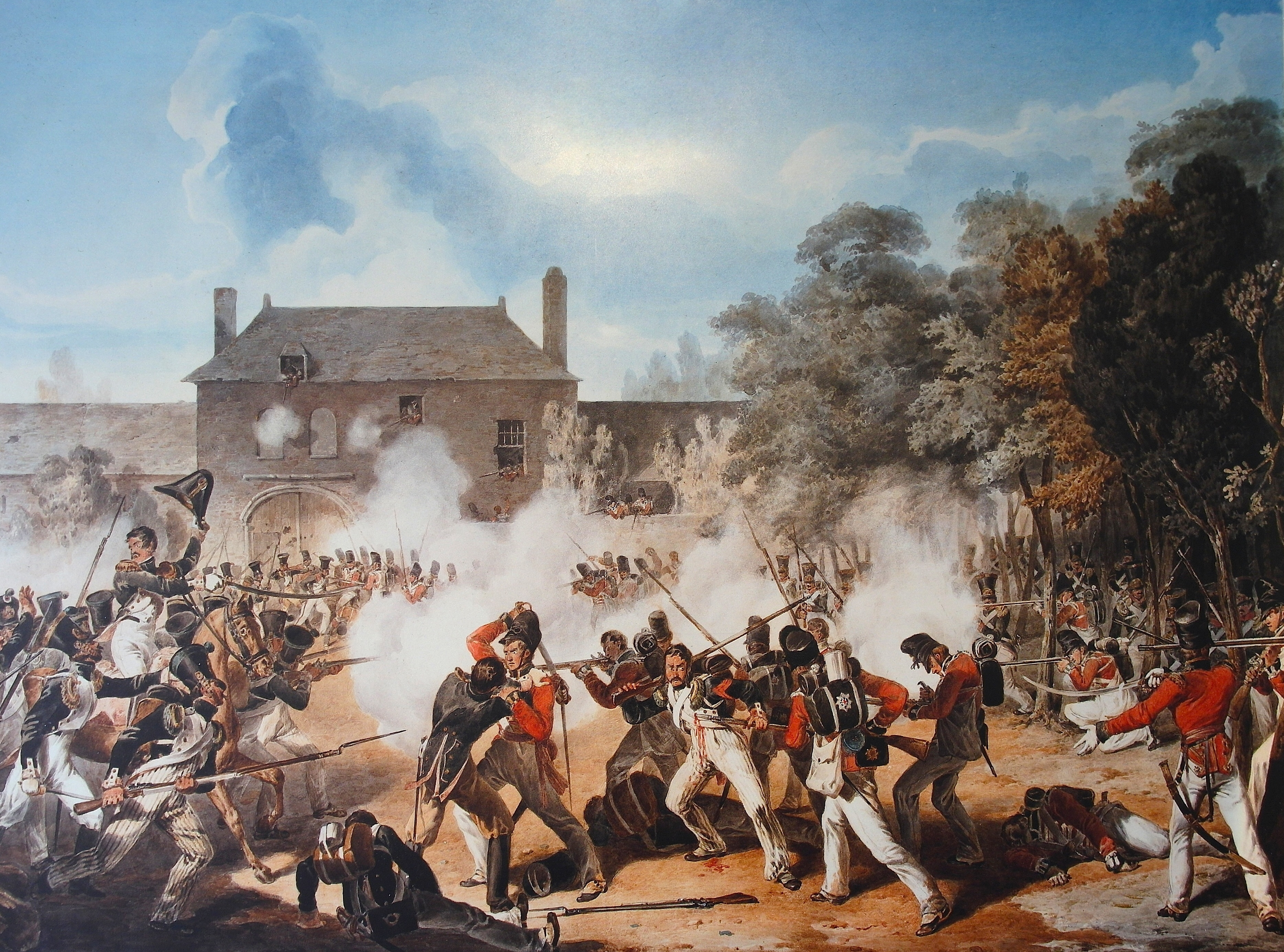
Els combats a Hougoumont

La lluita continuà a Hougoumont tota la tarda. Els seus voltants estaven plens d'infanteria lleugera francesa, i es realitzaren atacs coordinats contra les tropes allà aquarterades. L'exèrcit de Wellington defensà la casa i el camí buidat que es dirigia cap al nord. Al vespre, Napoleó ordenà personalment que la casa fos bombardejada amb els obusos fins que es cremés, destruint-la completament llevat la capella. La brigada de la Legió Alemanya del Rei comandada per Du Plat va haver d'anar a avantguarda per defensar el camí buidat, que van haver de fer sense oficials superiors. Eventualment van ser rellevats pel 71è a Peu, un regiment d'infanteria britànica. La brigada d'Adam va ser reforçat per la 3a Brigada de Hannover de Hugh Halkett, i aconseguiren rebutjar més atacs d'infanteria i cavalleria enviats per Reille. Hougoumont va ser mantingut fins al final de la batalla.
| «             | Vaig ocupar aquell post amb un destacament de la brigada de Guàrdies del General Byng, que estava en posició en aquesta rereguarda; i va estar una estona sota el comandament del tinent coronel MacDonald, i després del coronel Home; i estic content d'afegir que es va mantenir, durant tot el dia, amb la gran valentia d'aquestes braves tropes, malgrat els repetits esforços de grans cossos de l'enemic per obtenir-ne la possessió. | » |
| — Wellington, | |   |

| «                                                                              | Quan vaig arribar als canons abandonats per Lloyd, vaig passar un minut contemplant l'escena: estava molt més enllà de tota descripció. Hougoumont i el seu bosc eren una gran flamarada enmig de grans masses de fum que sobrevolava el camp; aquest fum els francesos estaven indistintament visibles. Havia una gran massa de llargues plomes vermelles que es podien veure; allà, com espurnes d'un full d'acer que mostrava que els cuirassers s'estaven movent; 400 canons vomitaven foc i mort a cada costat; l'estrèpit i els crits es barrejaven indistintament i em van fer pensar en un volcà en erupció. Cossos d'infanteria i cavalleria eren llançats contra nostre, i era moment d'abandonar la contemplació, de manera que em vaig posar al capdavant de les nostres columnes, que estaven a la plaça. | » |
| — Major Macready, Divisió Lleugera, 30è Regiment Britànic, brigada de Halkett, | |   |

Els combats a Hougoumont sovint han estat caracteritzats com un atac de diversió per ocupar allà les reserves de Wellington que escalà en una batalla durant tot el dia i que finalment acabarien llançant-hi les reserves franceses. De fet, hi ha una bona causa per a creure que tant Napoleó i Wellington pensessin que mantenir Hougoumont era clau per guanyar la batalla. Hougoumont era una part del camp de batalla de Napoleó podia veure clarament i continuà dirigint-hi recursos durant tota la tarda (33 batallons en total, és a dir, 14.000 soldats). De manera semblant, tot i que la casa mai no va tenir-hi una gran quantitat de tropes, Wellington n'hi ocupà 21 (12.000 soldats) durant el transcurs de la tarda en mantenir el camí buidat obert per permetre que tropes de refresc i munició arribessin als edificis. Va moure diverses bateries d'artilleria des del seu difícil centre per donar suport a Hougoumont, i posteriorment afirmaria que «l'èxit de la batalla girà en tancar les portes a Hougoumont».

### El primer atac de la infanteria francesa

Mapa de la batalla. Les unitats de Napoleó apareixen en blau, les de Wellington en vermell; i les de von Blücher en gris.

Els 80 canons de la grande batterie de Napoleó se situà al centre. Van obrir foc a les 11:50, d'acord amb Lord Hill (comandant del II Cos Anglo-Aliat), mentre que altres fonts indiquen entre migdia i dos quarts de dues. La grande batterie estava massa lluny per apuntar acuradament, i les úniques tropes que podien veure eren els fustigadors dels regiments de Kempt i Pack, i la 2a divisió neerlandesa de Perponcher (la resta estaven fent servir la característica defensa de pendent inversa de Wellington)
Malgrat això, el bombardeig causa un gran nombre de baixes. Tot i que alguns projectils van enterrar-se al terra tou, la majoria trobaren les seves marques al costat revers de la cresta. El bombardeig obligà a la cavalleria de la Brigada de la Unió (en tercera línia) a moure's cap a l'esquerra, igual que ho feren els Scots Greys, per tal de reduir la seva taxa de baixes.
Cap a la una del migdia, Napoleó va veure les primeres columnes de prussians als voltants de Lasne-Chapelle-Saint-Lambert, a quatre o cinc milles (a tres hores de marxa per a un exèrcit) del seu flanc dret. La reacció de Napoleó va ser que el Mariscal Soult enviés un missatge a Grouchy dient-li que anés cap al camp de batalla per atacar els prussians que arribaven. Grouchy, però, havia estat executant les ordres prèvies de Napoleó de perseguir els prussians «amb la vostra espasa contra la seva esquena» cap a Wavre, i llavors es trobava massa lluny per arribar a Waterloo. Grouchy va ser advertit pel seu subordinat, Gérard, que marxés «cap al so dels canons», però s'aferrà a les seves ordres i s'enfrontà a la rereguarda del III Cos prussià sota el comandament del tinent general Baró Johann von Thielmann a la batalla de Wavre. A més, la carta de Soult que ordenava a Grouchy que es mogués ràpidament per unir-se a Napoleó i atacar a Bülov no arribaria al seu destí fins a les vuit del vespre.
Una mica després de la una, començà l'atac del I Cos. D'Erlon, igual que Ney, ja s'havia trobat amb Wellington a Espanya, i sabia que la tàctica favorita del comandant britànic era usar foc de mosquet en massa a curta distància per fer retrocedir les columnes d'infanteria. En comptes d'usar les columnes habituals franceses de nou en profund desplegades al tant unes de les altres, cada divisió avançà en línies de batalló poc espaiades entre si una darrere de l'altra. Això els permetia concentrar el seu foc, però no els deixava espai per canviar de formació.
La formació inicialment va ser efectiva: la divisió situada més a l'esquerra, comandada per François-Xavier Donzelot, avançà sobre La Haye Sainte. La granja va ser defensada per la Legió Alemanya del Rei. Mentre que un batalló francès atacava frontalment els defensors, els batallons següents es desplegaren pels costats, amb el suport de diversos esquadrons de cuirassers, que aconseguiren aïllar la granja. La Legió Alemanya del Rei defensà amb resolució la granja. Cada cop que els francesos intentaven escalar els murs els alemanys, inferiors numèricament, els aconseguien expulsar d'allà. El Príncep d'Orange va veure que La Haye Saine havia quedat aïllada i intentà reforçar-la enviant-hi el batalló de línia Lüneberg de Hannover. Els cuirassers s'amagaren en un plec de terra i els destruïren en qüestió de minuts i després muntaren fins a passar La Haye Sainte, gairebé a la cresta de la carena,on cobrien el flanc esquerre d'Erlon mentre tenia lloc el seu atac.
Cap a dos quarts de dues, d'Erlon començà a avançar les seves tres altres divisions, uns 14.000 homes sobre un front d'uns 1.000 metres contra l'ala esquerra de Wellington. En aquell moment s'enfrontaven a uns 6.000 homes: la primera línia consistia en la Brigada van Bylandt de la 2a divisió neerlandesa; flanquejada per les brigades britàniques de Kempt i Pack a cada costat. La segona línia consistia en tropes britàniques i hannoverianes comandades per Sir Thomas Picton, que estaven esteses a terra darrere la carena. Tots havien patit molt a Quatre Bras. A més, la bridada Bijlandt hauria rebut l'ordre de desplegar els seus hostigadors al camí buit i sobre el pendent de davant. La resta de la brigada estava darrere la carretera.
En el moment aquests fustigadors s'estaven unint als seus batallons, la brigada rebé l'ordre d'aturar-se i començar a tornar el foc. A l'esquerra de la brigada, on estava la 7a Milícia Neerlandesa «unes quantes files van ser abatudes i va obrir-se la línia». El batalló no tenia reserves i va ser incapaç de tancar l'escletxa. Les tropes d'Erlon van pressionar sobre l'escletxa a la línia i la resta de batallons de la brigada Bylant (8è de Milicia Neerlandesa i el 7è Batalló de Línia Belga) van ser forçats a retirar-se cap a l'espai de la 5a Milicia Neerlandesa, que estava en reserva entre les tropes de Picton a unes 100 passes a la rereguarda. Alla es van reagrupar sota el comandament del coronel Van Zuylen van Nijevelt. Uns moments després el Príncep d'Orange ordenà un contraatac, que va tenir lloc uns deu minuts després. Bylandt va ser ferit i es retirà del camp, passant el comandament de la brigada al Lt. Kol. De Jongh.
Els homes d'Erlon ascendiren el pendent i avançaren pel camí buidat, Chemin d'Ohain, que transcorre entre La Haye Sainte i segueix cap a l'est. A ambdós costats hi havia tanques gruixudes, amb la brigada de Bylandt més enllà de la carretera, mentre que les brigades britàniques havien estat estirades a uns 80 metres de la carretera, de Pack a Bylandt a l'esquerra i la de Kempt a Bylandt a la dreta. Els 1.900 homes de Kempt s'estaven enfrontant amb els 1.900 homes de la brigada de Bourgeois, de la divisió de Quiot. Al centre, la divisió de Donzelot havia fet recular els homes de Bylandt. A la dreta de l'avanç francès estava la divisió de Marcognet, encapçalada per la brigada de Grenier, formada en el 45è Regiment de Línia i seguit pel 25è Regiment de Línia, d'una mica menys de 2.000 homes, i darrere d'ells, la brigada de Nogue formada pels regiments 21è i 45è. Oposats a ells, a l'altre costat de la carretera, estava la 9a brigada de Pack, formada per tres regiments escocesos: els Reials Escocesos, el 42è Guàrdia Negre, el 92è de Gordons i el 44è a Peu, totalitzant uns 2.000 homes. Anava a tenir lloc una lluita ferotge entre les infanteries francesa i britànica.
L'avanç francès clavà els fustigadors britànics i arribà al camí buidat. Mentre que ho feien, els homes de Pack s'aixecaren formaren en una formació de quatre de fondària pel temor de la cavalleria francesa, avançaren i obriren foc. Malgrat això, el tiroteig havia estat anticipat i la infanteria francesa en conseqüència havia avançat en una formació més lineal. Ara, totalment desplegats en línia, tornaren el foc i pressionaren amb èxit les tropes franceses; encara que l'atac vacil·là al centre, la línia al front de la dreta d'Erlon començà a enfonsar-se. Picton va resultar mort poc després després d'ordenar un contraatac i les tropes britàniques i hannoverianes també començaren a cedir terreny sota la pressió de les quantitats. Els regiments de Pack, totes de quatre files de fons, avançaren per atacar els francesos a la carretera, però vacil·laren i començaren a disparar els francesos en comptes de carregar. El 42è Guàrdia Negra s'aturà al cim i el tiroteig resultant va fer recular el 92è a Peu britànic, mentre que el 45è de Línia francès al capdavant penetra mentre la filera cridava. Per tot el camí buidat, els francesos estaven fent recular els aliats, la línia britànica estava dispersant-se, i cap a les dues del migdia Napoleó estava guanyant la batalla de Waterloo.

### La càrrega de la cavalleria pesant britànica
| «             | Els nostres oficials de cavalleria han adquirit l'hàbit de galopar conta tot. Mai no consideren la situació, mai pensen en maniobrar davant un enemic, mai no es protegeixen la rereguarda o es proveeixen d'una reserva. | » |
| — Wellington, | |   |

En aquell moment crucial, Uxbridge ordenà a les seves dues brigades de cavalleria pesant britànica (formades sense ser vistes darrere de la cresta) que carreguessin en suport de la infanteria. La 1a Brigada, coneguda com la Brigada Household, comandada pel Major General Lord Edward Somerset, consistent en regiments de la guàrdia: el 1r i el 2n de Life Guards, els Royal Horse Guards (els Blues), i el 1r de Dragons de la Guàrdia del Rei. La 2a Brigada, també coneguda com la Union Brigade, comandada pel Major-General Sir William Ponsonby, anomenada així perquè consistia en un regiment de dragons pesats anglès, 1r (The Royals); un escocès, els 2n ('Scots Greys') i un irlandès, el 6è (Inniskilling).

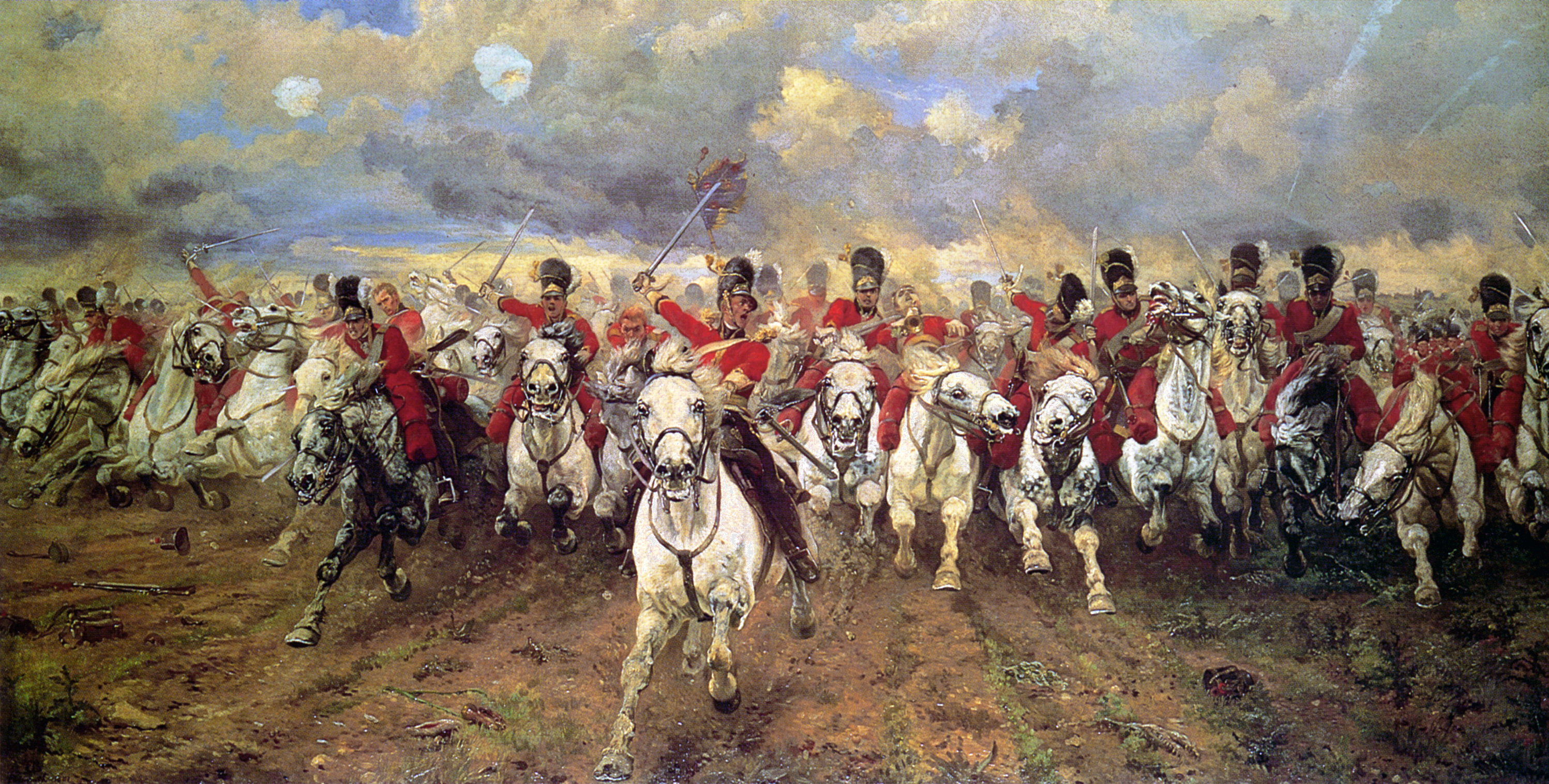
La càrrega dels Scots Greys a Waterloo.

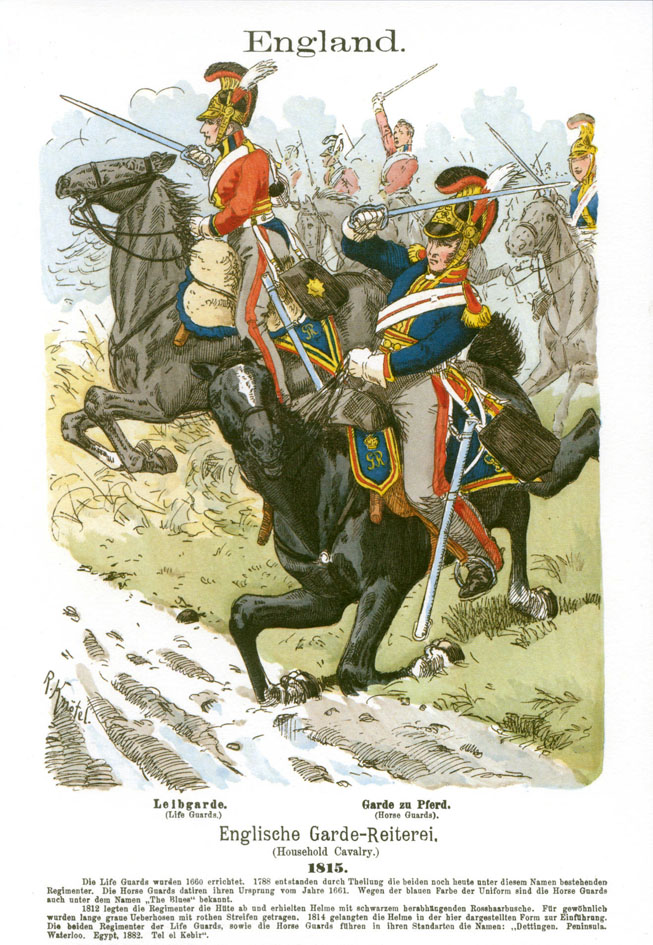
La Household Cavalry britànica carregant.

Més de vint anys de guerra havien minvat la quantitat de cavalls disponibles al continent europeu; això comportà que la cavalleria pesant britànica que va entrar a la campanya de 1815 tingués els millors cavalls que qualsevol altra arma contemporània de cavalleria. També rebien una excel·lent preparació d'esgrima a cavall. Eren, però, inferiors als francesos en fer maniobrar grans formacions, i a diferència de la infanteria, estaven mancats d'experiència en combat: els Scots Greys, per exemple, no havien entrat en acció des de 1795. D'acord amb Wellington, tenien poca capacitat tàctica o sentit comú.
Les dues brigades tenien una força combinada en combat d'un 2.000 homes (la xifra oficial era de 2.651); van carregar amb lord Uxbridge, de 47 anys, encapçalant-los, i amb una quantitat d'esquadrons en reserva totalment inadequada. Hi ha proves que Uxbridge donà una ordre, el matí de la batalla, a tots els comandants de la brigada de cavalleria, que comprometent la seva pròpia iniciativa, com a ordres directes de si mateix que no sempre es poguessin seguir, i per «donar moviments de suport al seu front». Sembla que Uxbridge esperava que les brigades de Sir John Ormsby Vandeleur, Hussey Vivian i la cavalleria neerlandesa donessin suport a la pesada britànica. Uxbridge posteriorment lamentaria encapçalar personalment la càrrega, afirmant «he comès un gran error», quan hauria d'haver organitzat una reserva adequada per fer-la avançar en suport.

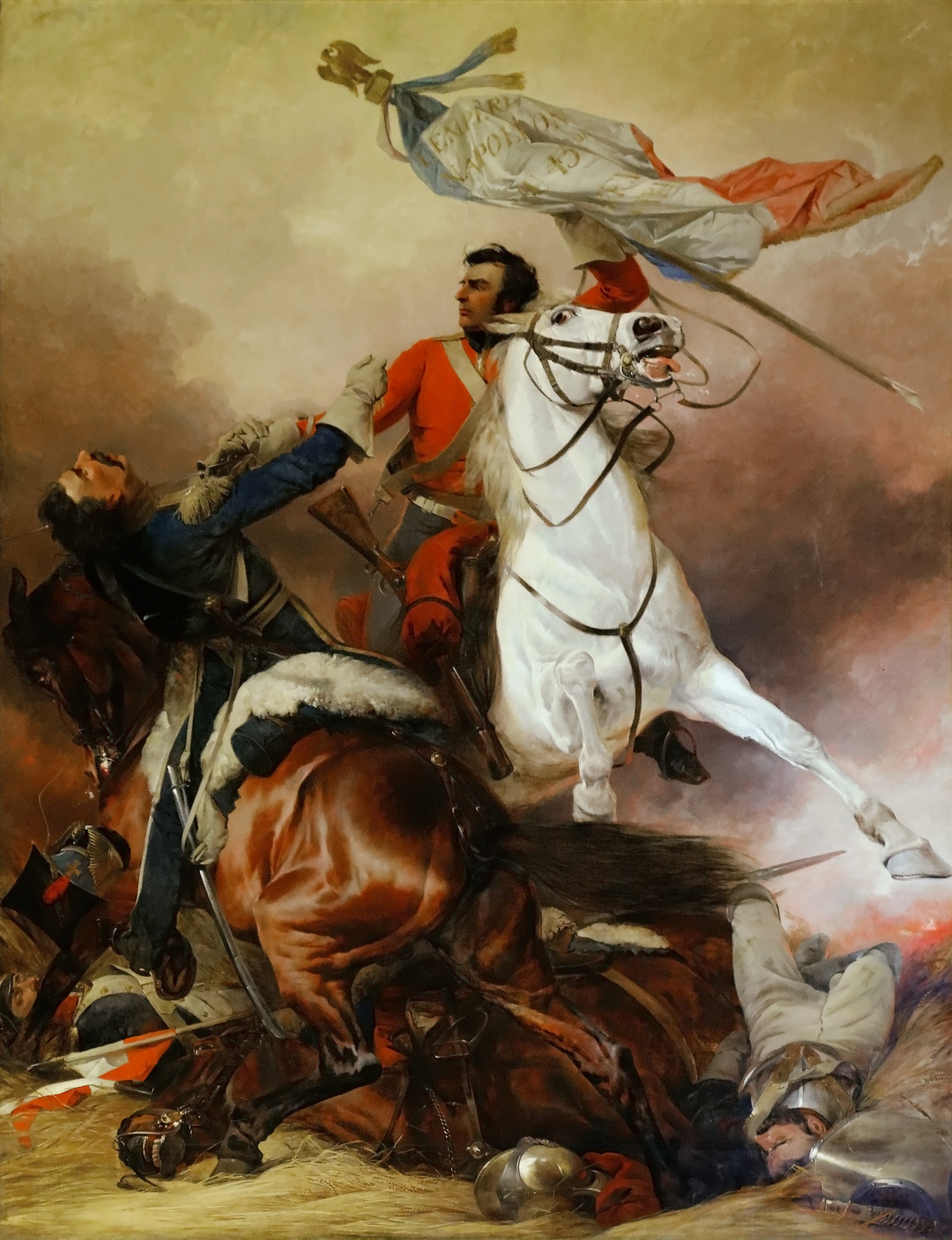
El Sergent Ewart dels Scots Greys capturant l'àliga del 45ème Ligne, per Richard Ansdell

La Brigada Household travessà la cresta de la posició aliada i carregà baixant el turó. Els cuirassers que protegien el flanc esquerre encara estaven dispersats, de manera que els van arrossegar cap a la carretera principal, que feia una trinxera molt profunda, i allà patiren una desfeta.
| «                       | Els cops dels sabres contra les cuirasses sonava com llauners treballant. | » |
| — Lord Edward Somerset, |                                                                           |   |

Continuant el seu atac, els esquadrons a l'esquerra de la Brigada Household destruí la brigada d'Aulard. Malgrat els intents per cridar-los, continuaren passant La Hay Sainte i es trobaren als peus del turó sobre cavalls esgotats davant la brigada de Schmitz formada en quadres.
A la seva esquerra, la Union Brigade es va estendre per les línies d'infanteria (donant lloc a la llegenda que alguns dels 92è Regiment Gordon Highlanders es va aferrar als seus estreps i els va acompanyar en la càrrega). Al centre, els Dragons Reials destruïren la brigada de Bourgeois, capturant l'àliga del 105 Ligne. Els Inniskillings es dirigiren cap a l'altra brigada de la divisió Quoit, i els Scots Greys es llançaren sobre el regiment francès d'avançada, el 45 Ligne, mentre que encara estava reorganitzant-se després d'haver travessat la carretera enfonsada i passaren a través de la filera de cobertura perseguint la infanteria britànica. Els Greys capturaren l'àliga del 45è Ligne i aclapararen la brigada de Grenier. Aquestes serien les dues úniques àligues capturades als francesos durant la batalla. A l'extrem esquerre de Wellington, la divisió de Pierre François Joseph Durutte va tenir temps de formar quadres i defensar-se dels grups de Greys.

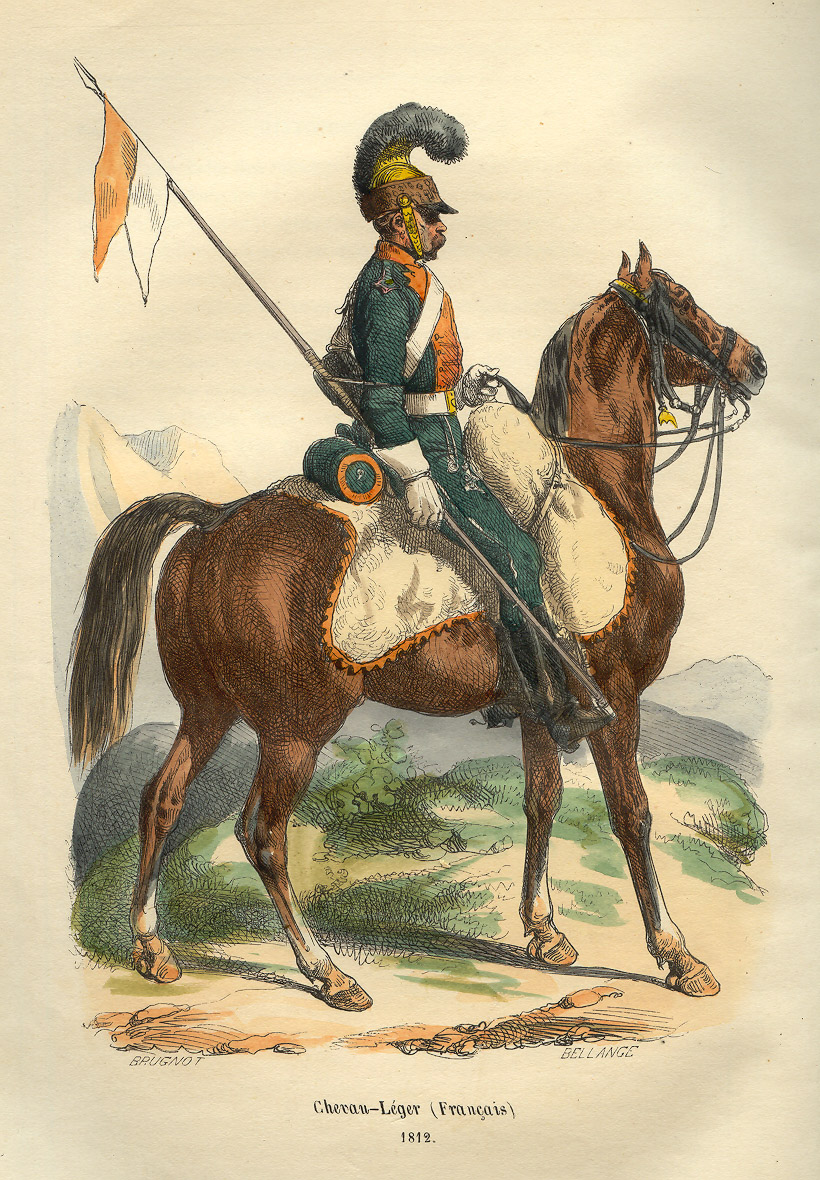
Soldat dels Chevau-légers de línia (llancers) que van derrotar la Union Brigade.

Totes les xifres donades per les pèrdues de les brigades de cavalleria com a resultat d'aquesta càrrega són estimades, car les baixes només es comptabilitzaren després de la batalla i en conjunt. Alguns historiadors com Barbero creuen que les dades oficials tendeixen a sobreestimar la quantitat d'homes de cavalleria presents als seus esquadrons al camp de batalla i que les pèrdues proporcionades van ser, com a resultat, considerablement més altes que les xifres que el paper pot suggerir. La Union Brigade va perdre mots homes i oficials morts (incloent-hi el seu comandant William Ponsonby, i el coronel Hamilton dels Scots Greys) i ferits. El 2n Life Guards i els King's Dragoon Guards de la Household Brigade també van tenir greus pèrdues (amb el coronel Fuller, comandant dels King's Dragoon Guards, mort). En canvi, el 1st Life Guards, a l'extrem dret de la càrrega, i els Blues, que formaren la reserva, van mantenir la seva cohesió i conseqüentment van patir significativament moltes menys baixes. A les dades oficials, les xifres oficials sobre el paper per ambdues brigades era de 2.651 homes, mentre que Barbero i d'altres estimen que la seva fortalesa real era d'uns 2.000 i les dades oficials donen com a pèrdues de les dues brigades de cavalleria pesant de 1.205 homes i 1.303 cavalls.

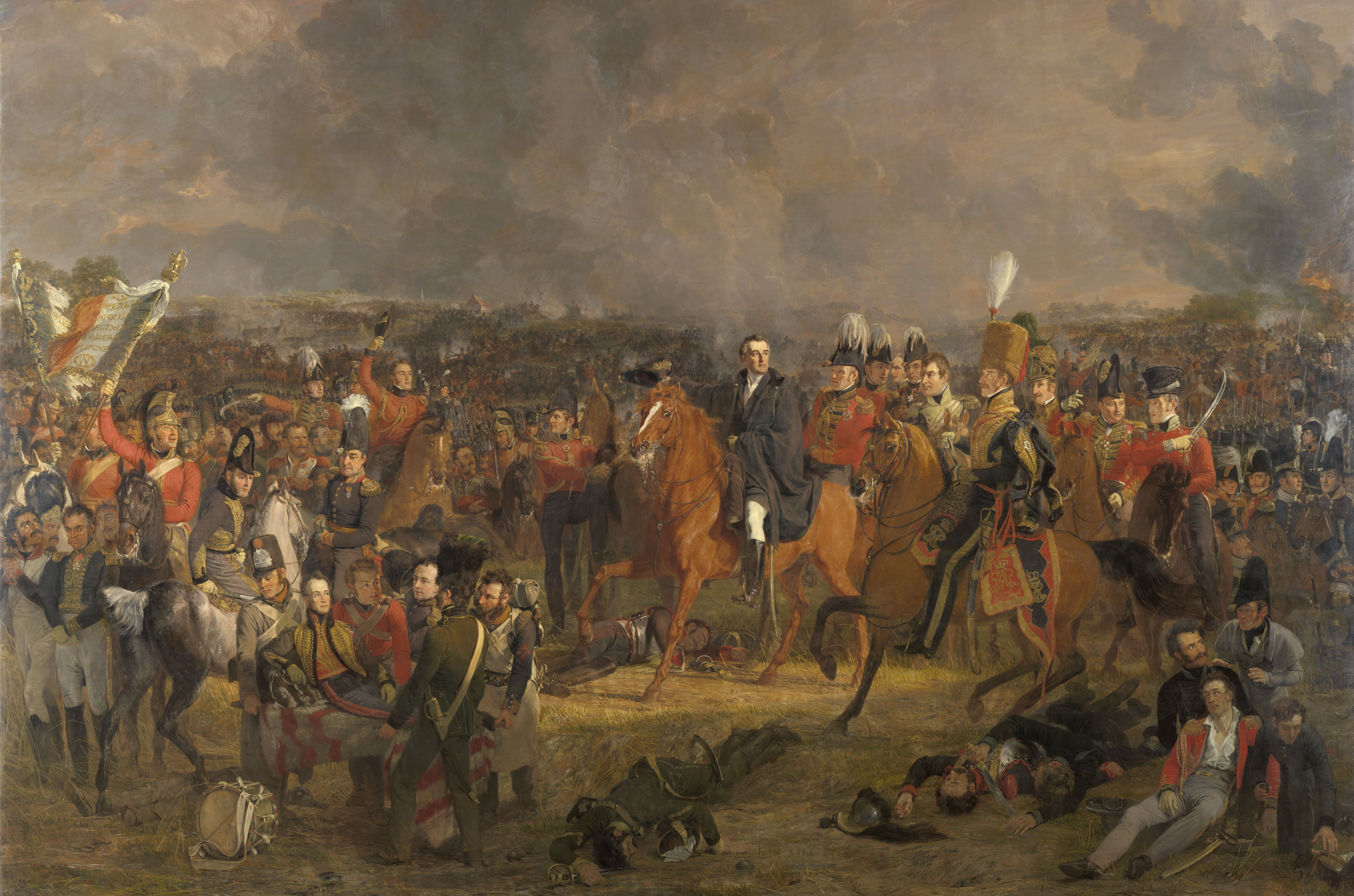
Jan Willem Pieneman: The Battle of Waterloo (1824), detall. El Duc de Wellington, flanquejat a la seva esquerra per Lord Uxbridge, amb uniforme d'hússar. A l'extrem esquerre, el caporal Styles dels Royal Dragoons oneja l'àliga del 105eme Ligne. El Príncep d'Orange, ferit, és tret del camp al fons.

Alguns historiadors, com Chandler i Weller, afirmen que la cavalleria pesant britànica va ser destruïda com a força viable després de la seva primera i èpica càrrega. Barbero afirma que els Scots Grey pràcticament desaparegueren i que els altres dos regiments de la Union Brigade van patir pèrdues comparables. D'altres historiadors, com Clark-Kennedy i Wood, citant narracions de testimonis visuals, descriuen el paper que continuà fent la cavalleria pesant després de la seva càrrega. Els brigades pesades, lluny d'ésser inefectives, continuaren donant serveis valuosos. Contraatacaren la cavalleria francesa en nombroses ocasions (ambdues brigades), aturaren un atac combinat d'infanteria i cavalleria (només la Brigada Household), van ser emprats per aixecar la moral de les unitats que tenien a la vora en moments de crisi, i ompliren escletxes a la línia anglo-aliada causades per les moltes baixes de les formacions d'infanteria (ambdues brigades). Aquest servei va tenir un cost molt alt, car el combat tancat amb la cavalleria francesa, el foc de carabina, la mosqueteria de la infanteria i, més letal que tots els altres, el foc d'artilleria, erosionaren la quantitat d'efectius de les des brigades. A les sis de la tarda tota la Union Brigade només disposava de 3 esquadrons, els quals encara carregaren contra la cavalleria, perdent la meitat dels seus homes en el procés. En el moment de la lluita, les dues brigades, en aquells moments barrejades, només formaven un esquadró..
Per a aquest atac el I Cos de D'Erlon emprà 14.000 tropes franceses. El I Cos havia estat portat en ruta a través de la vall costant a Napoleó 3.000 baixes, incloent-hi uns 2.000 presoners. A més es va perdre un temps valuós, la càrrega havia dispersat nombroses unitats i no seria fins a les 4 de la tarde que D'Erlon aconseguiria reformar el seu cos. I, tot i que elements prussians començaven a aparéixer a la dreta del camp, Napoleó ordenà el VI Cos de Lobau que es mogués cap al flanc dret per mantenir-lo abans que comencés l'atac de D'Erlon.

### L'atac de la cavalleria francesa

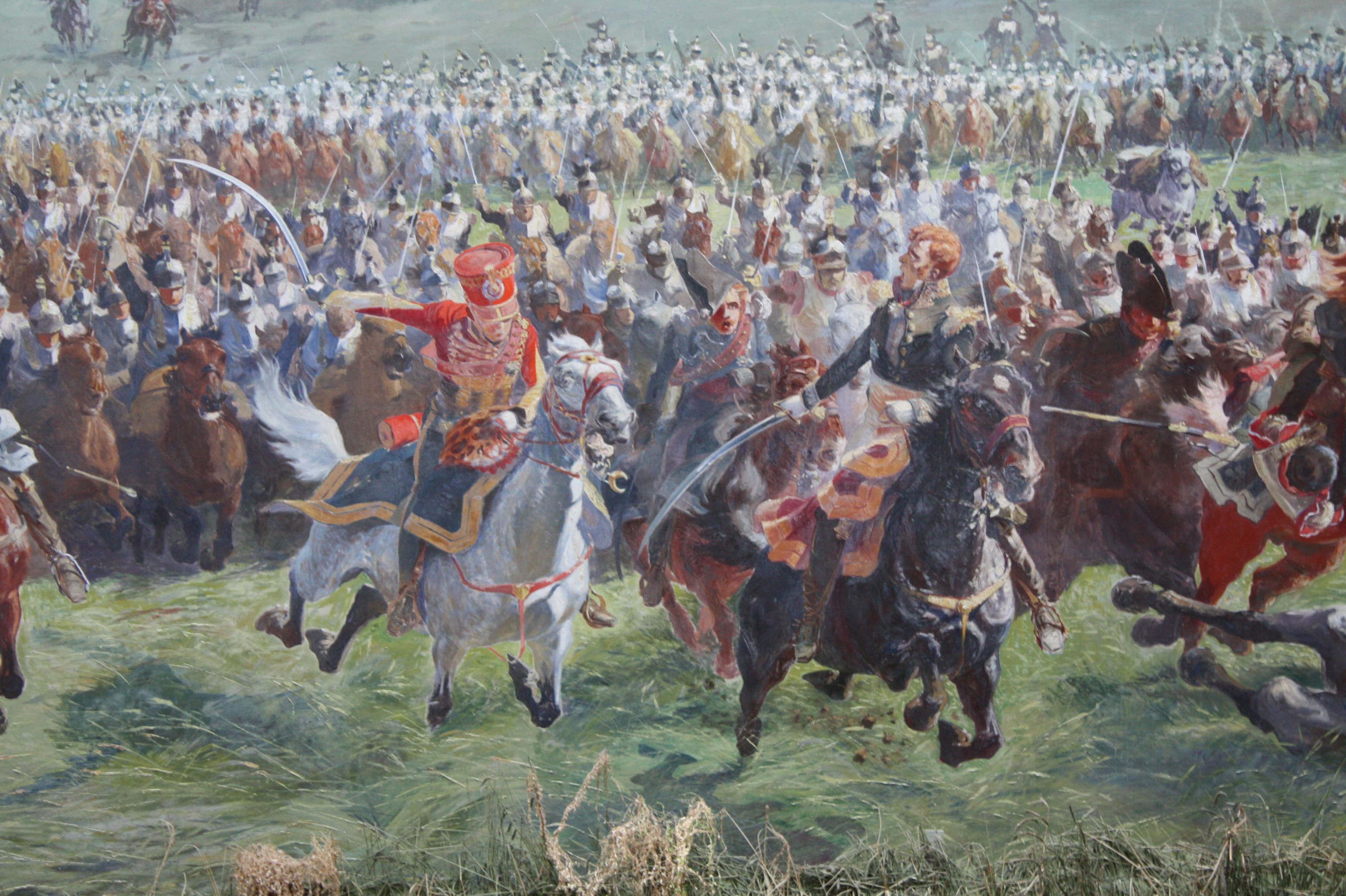
El Mariscal Ney encapçalant la càrrega de la cavalleria francesa

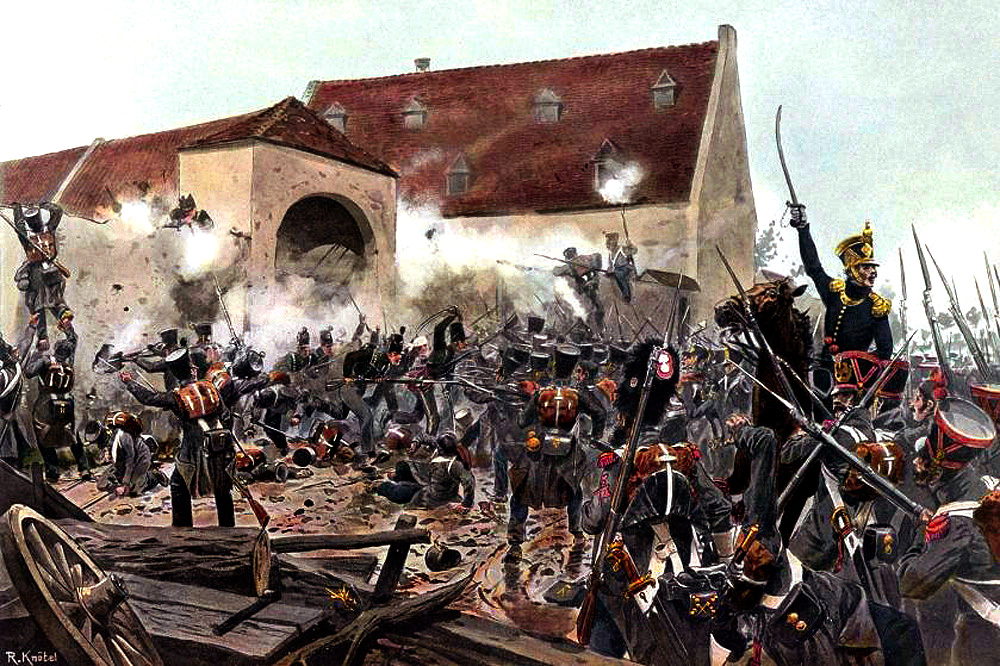
"La tempesta La Haye Sainte", per Knötel

Una mica abans de les 4 de la tarda, Ney notà un aparent èxode del centre de Wellington. Va confondre el trasllat de les baixes cap a rereguarda amb l'inici d'una retirada, i va voler explotar-ho. Després de la derrota del Cos de D'Erlon, Ney tenia poques reserves d'infanteria, i gran part d'aquesta havia estat enviada ja fos en el fútil atac contra Hougoumont o en la defensa del flanc dret francès. Ney, malgrat tot, intentà trencar el centre de Wellington només amb cavalleria.
Inicialment la reserva cavalleria del cos de cuirassers de Milhaud i la divisió de cavalleria lleugera de la Guàrdia Imperial de Lefebvre-Desnoëttes, uns 4.800 sabres, van ser llançats a l'atac. Quan aquests van ser rebutjats, el cos de cavalleria pesant de Kellermann i la cavalleria pesant de la Guàrdia de van ser afegits a l'assalt en massa, un total de 9.000 homes en 67 esquadrons. Quan Napoleó va veure la càrrega va exclamar que era una hora massa aviat.
.

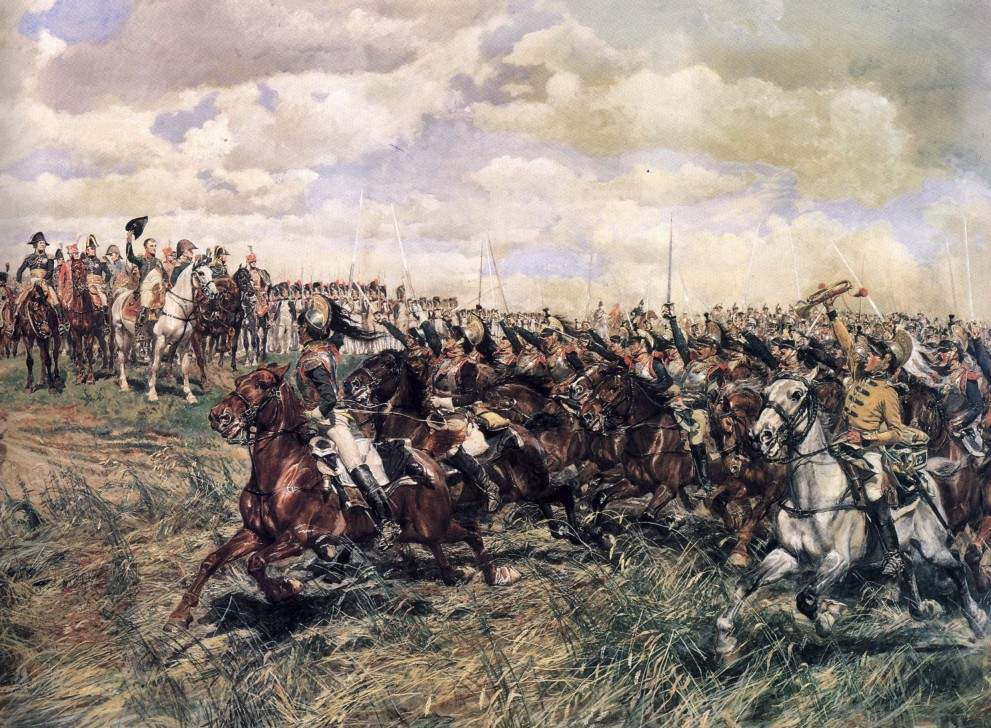
Napoleó saludant el 12è regiment de cuirassers francesos, per Ernest Meissonier

La infanteria de Wellington respongué formant quadres (formacions en caixa de 4 fileres de fons). Els quadres eren molt menors del que habitualment apareix a les pintures de la batalla (un quadre format per un batalló de 500 homes ocuparia no més de 60 peus (18 m) de longitud per costat). Vulnerables a l'artilleria i a la infanteria, els quadres que mantenien el terreny eren mortals per a la cavalleria, car no podien ser superats pels flancs i els cavalls no podien carregar davant totes les baionetes. Wellington ordenà als seus artillers que es refugiessin dins dels quadres mentre que la cavalleria s'apropava, i que tornessin als seus canons i tornessin a obrir foc quan aquesta es retirés.
Testimonis a la infanteria britànica recorden fins a 125 assats, xifra probable incloent-hi les successives onades del mateix atac general; la quantitat d'assalts generals va ser indubtablement molt menor. Kellermann, reconeixent la futilitat dels seus atacs, intentà reservà la brigada d'elit dels carabiniers i que no s'unissin, però Ney insistí en que participessin.
Un testimoni del primer atac de la cavalleria francesa, un oficial dels Guàrdies a Peu, recordà molt lúcidament les seves impressions i en certa manera poèticament:
| «                                            | Sobre les quatre de la tarda, l'artilleria enemiga al nostre davant cessà el foc de sobte, i vam veure grans masses de cavalleria avançant: cap home present que sobrevisqués podria haver oblidat en tota la seva vida l'horrible grandesa d'aquella càrrega. Es veia a una distància que semblava ser una línia llarga, aclaparadora, movent-se, que, brillava com una onada tempestuosa del mar quan agafa la llum del sol. En van arribar fins que van arribar prou a prop, mentre que la mateixa terra semblava vibrar sota el tro eixordador de l'hoste muntada. Hom pot suposar que res podria haver resistit la impressió d'aquesta terrible massa en moviment. Eren els famosos cuirassers, gairebé tots ells vells soldats, que s'havien distingit en la majoria dels camps de batalla d'Europa. En un període increïblement curt estaven a vint iardes de nosaltres, cridant «Vive l'Empereur!». L'ordre de comandament, «Preparats per rebre la cavalleria» havia estat donada, donada, cada home de les primeres files es va agenollar, i una paret eriçada amb acer, unida per mans fermes, es va presentar als cuirassers enfurismats. | » |
| — Capità Rees Howell Gronow, Guàrdies a Peu, | |   |

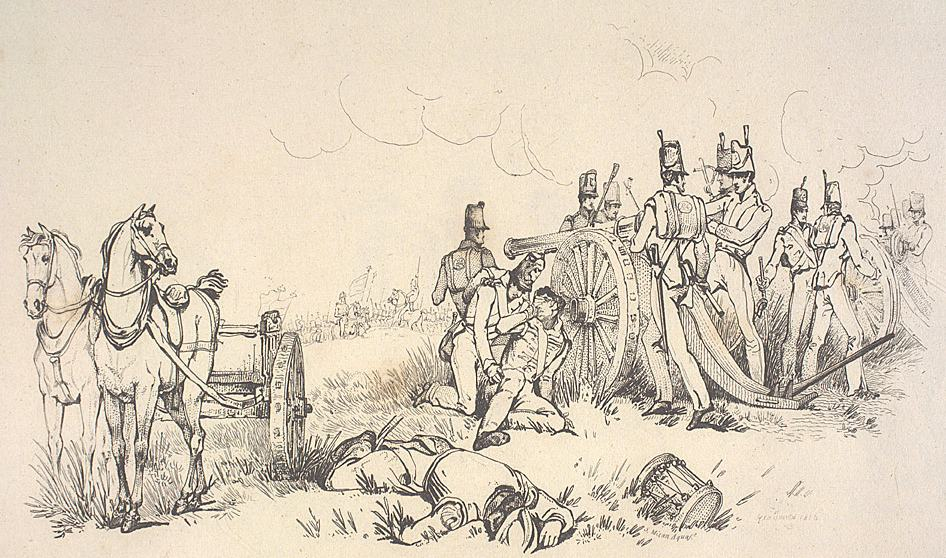
Els oficials d'artilleria tenien la punteria tan acurada, que cada tret queia al centre de les seves masses (inscripció original i pintura de George Jones).

En essència, aquesta mena d'atac de cavalleria en massa pràcticament depenia íntegrament del shock psicològic per causar efecte. El suport proper de l'artilleria podia rompre els quadres d'infanteria i permetre que la cavalleria penetrés; a Waterloo, però, la cooperació entre la cavalleria i l'artilleria franceses no va existir. L'artilleria francesa no estava suficientment prop de la infanteria anglo-aliada en quantitats suficients com per ser decisiva. El foc d'artilleria entre les càrregues va produir moltes baixes, però la major part d'aquest foc era des d'una relativa llarga distància i sovint era indirecte, i els objectius es trobaven darrere el turó. Si la infanteria atacada es mantenia ferma a la seva formació defensiva en quadre, i no eren presa del pànic, la cavalleria per sí sola els podia causar pocs danys. Els atacs de cavalleria francesos eren repetidament rebutjats pels ferms quadres d'infanteria, pel foc de l'artilleria britànica mentre que la cavalleria francesa girava per reagrupar-se, i pels decisius contraatacs dels regiments de cavalleria lleugera de Wellington, la brigada neerlandesa de cavalleria pesant, i les restes de la Cavalleria Household. Com a mínim un oficial d'artilleria desobeí l'ordre de Wellington de buscar refugi als quadres adjacents durant les càrregues. El Capità Mercer, que comandava la Tropa G, Reial Artilleria a Cavall, encara que les tropes de Brunswick a cada costat d'ell eren tan febles que va mantenir la seva bateria de sis nou lliures en acció contra la cavalleria, amb gran efecte:
| «                             | Per tant, jo els vaig permetre avançar sense ser molestats fins que el cap de la columna podria haver estat uns cinquanta o seixanta iardes de nosaltres, i després vaig donar l'ordre, «Foc!». L'efecte va ser terrible. Gairebé tots els rangs capdavanters van caure a la vegada; i el tir rodà, penetrant la columna portant confusió en tota la seva extensió... la descàrrega de cada canó va ser seguida per una caiguda dels homes i cavalls com el de l'herba davant la dalla de la talladora. | » |
| — Capità Cavalié Mercer, RHA, | |   |

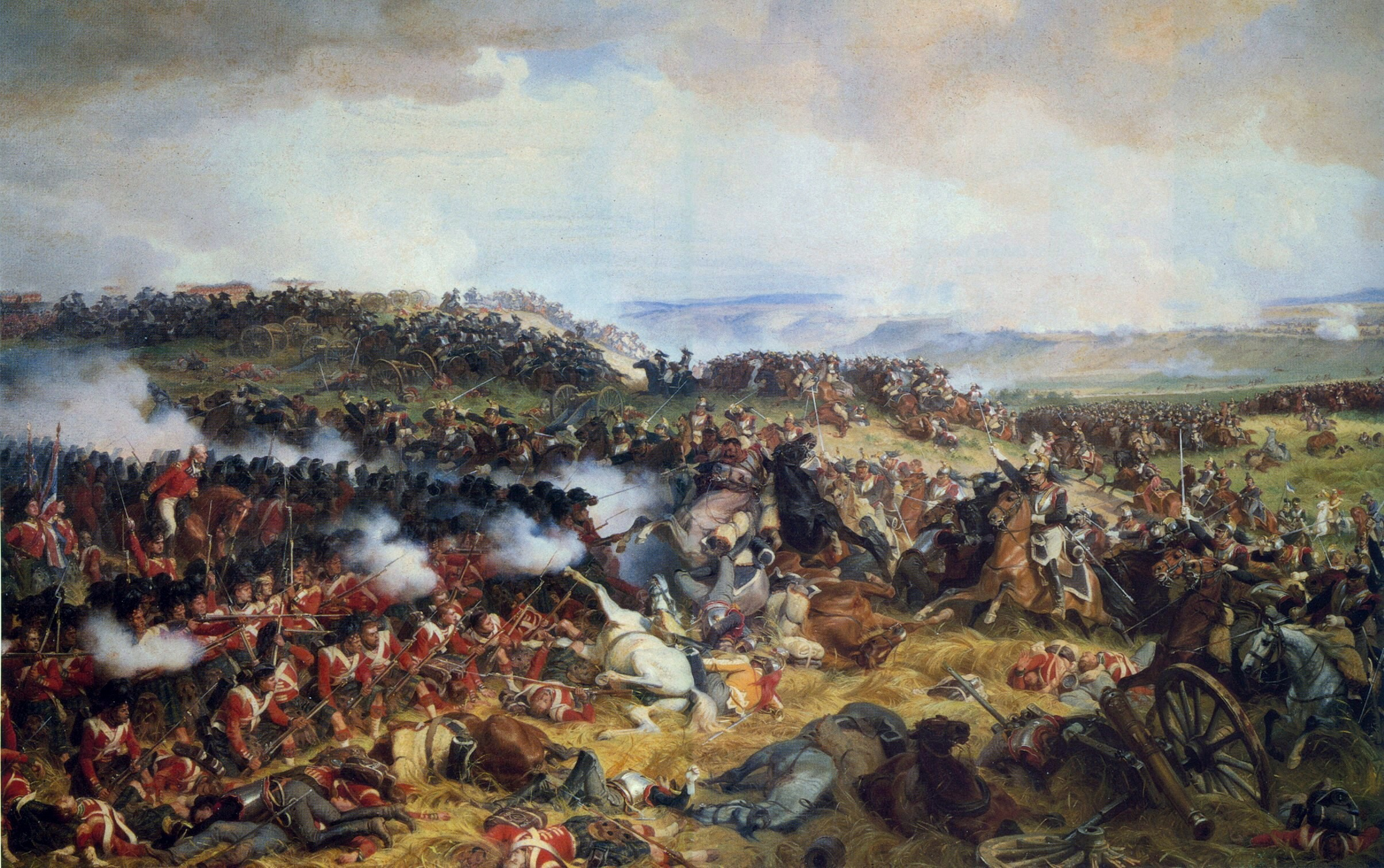
Un quadre britànic presenta una resistència de gos contra l'atac de la cavalleria francesa.

Per motius que no estan clars, no es va intentar clavar els altres canons aliats mentre que es trobaven en mans franceses. En línia amb les ordres de Wellington, els artillers podien tornar a les seves peces i disparar contra la cavalleria francesa mentre que es retiraven després de cada atac. Després d'atacar a gran cost i resultat estèril contra el pas del Mont-Saint-Jean, la cavalleria francesa quedà esgotada. Les seves baixes no es poden estimar fàcilment. Els oficials superiors francesos de cavalleria, en particular els generals, experimentaren grans pèrdues. Quatre comandants de divisió van ser ferits, nou brigadiers ferits i un mort, prova de la seva valentia i del seu hàbit en encapçalar des del capdavant. Il·lustrativament, Houssaye informà que els Grenadiers à Cheval sumaven 796 homes de tots els rangs el 15 de juny, però només 462 el 19 de juny; mentre que els Dragons de l'Emperadriu van perdre 416 homes d'un total de 816 en el mateix període. En total, la divisió de cavalleria pesant de Guyot va perdre el 47% de la seva força.

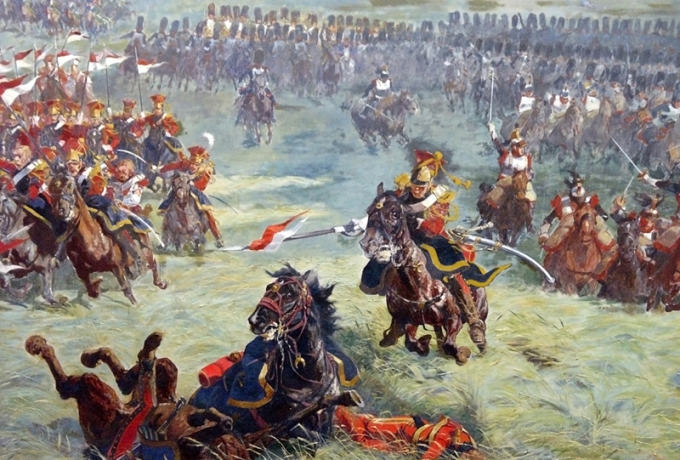
2n de Llancers de la Guàrdia amb els Granaders a cavall com a suport.

Amb el temps, era obvi, fins i tot per a Ney, que la cavalleria sola podria aconseguir ben poc. Amb retard, organitzà un atac d'armes combinades, usant la divisió de Bachelu i el regiment de Tissot de la divisió de Foy del II Cos de Reille (uns 6.500 infants) més tota la cavalleria que encara fos capaç de combatre. Aquest assalt va ser dirigit principalment contra la mateixa ruta que els previs atacs de cavalleria. Va ser aturat per una càrrega de la brigada de cavalleria Household encapçalat per Uxbridge. La cavalleria britànica, però, va ser incapaç de trencar la infanteria francesa, i va haver de retirar-se amb pèrdues ocasionades per la mosqueteria.
Uxbridge recordà que intentà encapçalar els carabiners neerlandesos, sota el major general Trip, per renovar l'atac, però aquests es negaren a seguir-lo. Altres membres de l'estat major de la cavalleria britànica també comentaren aquest fet. No obstant això, no hi ha suport a aquest incident a les fonts holandeses o belgues. Mentrestant, els homes de Bachelu i de Tissot i els seus suports de cavalleria estaven sent durament colpejats pel foc d'artilleria i per la brigada d'infanteria d'Adam, i eventualment es retiraren. Tot i que la cavalleria francesa causa poques baixes directes al centre de Wellington, el foc d'artilleria sobre els seus quadres d'infanteria sí que en causà. La cavalleria de Wellington, llevat les brigades de Sir John Vandeleur i de Sir Hussey Vivian a l'extrem esquerre, havia participat tota al combat, i havia patit pèrdues significatives. La situació semblava ser tan desesperada que els Hússars de Cumbarland, l'únic regiment hannoverià de cavalleria present, abandonà el camp donant l'alarma tot el camí fins a Brussel·les.

### La captura de La Haye Sainte
Aproximadament al mateix moment que tenia lloc l'assalt d'armes combinades de Ney al centre-dret de la línia de Wellington, elements del I Cos de D'Erlon, amb el 13è Légère com a punta de llança, renovaren l'atac sobre La Haye Sainte i aquest cop van tenir èxit, en part perquè la Legió Alemanya del Rei havia esgotat la munició. Però aquests valents alemanys havien mantingut el centre del camp de batalla gairebé durant tot el dia, encallant l'avanç francès. Llavors Ney mogué l'artilleria a cavall cap al centre de Wellington i començà a pulveritzar els quadres d'infanteria a curta distància amb metralla. Els Regiments 30è i 73è van patir tantes baixes que van haver de combinar-se per formar un quadre viable.
| «                                                                    | La possessió de La Haye Sainte pels francesos era un incident molt perillós. Cobria el centre de l'exèrcit anglo-aliat, i situà l'enemic a 60 iardes del centre. Els francesos no van perdre el temps en prendre avantatge d'això, en empènyer infanteria amb el suport de canons, que els permetia mantenir un foc més destructiu contra l'esquerra d'Alten i la dreta de Kempt... | » |
| — Capità James Shaw, 43è a Peu, Cap d'Estat Major de la 3a Divisió., | |   |

L'èxit que Napoleó necessitava per continuar la seva ofensiva havia tingut lloc: Ney estava a punt de trencar el centre Aliat.
Juntament amb aquest foc d'artilleria una multitud de tirailleurs francesos ocuparen les posicions dominants davant La Haye Sainte i llançaren un foc efectiu cap als quadres. La situació ara era tan greu que les banderes del 33è Regiment i totes les de la brigada Halkett van ser enviades a la seguretat de la rereguarda, en un moviment que l'historiador Alessandro Barbero va descriure com «una mesura que no tenia precedent...». Wellington, adonant-se de l'afluixament de foc des de La Haye Sainte, s'apropà amb el seu estat major. Els fustigadors francesos aparegueren al voltant de l'edifici i dispararen contra el comandament britànic mentre que lluitava per escapar a través de la tanca al llarg de la carretera. Alten ordenà a un simple batalló, el 5è KGL que reconquerís la granja. El seu Coronel Ompteda obeí i perseguí alguns fustigadors francesos fins que els cuirassers francesos queien sobre el seu flanc obert, el mataren i destruïren el seu batalló, prenent la seva bandera. Un regiment de cavalleria belga-neerlandès ordenaren la càrrega, retirant-se del camp al moment, disparats sobre la seva pròpia infanteria. La brigada de cavalleria lleugera de Merlen carregà contra l'artilleria francesa prenent posició prop de La Haye Sainte però van ser disparats i la brigada es va enfonsar. La Divisió de Cavalleria Neerlandesa, la darrera reserva de cavalleria de Wellington darrere del centre havent perdut la meitat de la seva força i ara era inútil i la cavalleria francesa, malgrat les seves pèrdues, eren els amos del camp convencent la infanteria aliada per quedar-se al quadre. Més i més artilleria francesa va ser portada a primera línia.
Una bateria francesa avançà fins a 300 iardes del quadre del 1/r Nassau, causant grans pèrdues. Quan els nassauers intentaren atacar la bateria, però van haver de recular per un esquadró de cuirassers. Una altra bateria desplegada al flanc de la bateria de Mercer i va disparar al seus cavalls i armons i va fer recular a Mercer. Mercer després recordaria «La rapidesa i precisió d'aquest foc era horrible. Gairebé cada tret tenia efecte, i veritablement jo creia que podíem quedar anihilats... Les alforges, en molts casos van ser arrencades del llom dels cavalls. .. Un projectil va esclatar sota els dos millors cavalls de rodes a la tropa que va caure.»
Els tiralleurs francesos ocuparen les posicions dominants, especialment una en un turó sobreposat al quadre del 27è. Incapaç de trencar el quadre per allunar-se de la infanteria francesa a causa de l'artilleria i la cavalleria francesa, van haver de mantenir la formació i suportar el foc dels tiralleurs. Aquest foc gairebé anihilà el 27è a Preu, els Inniskillings van perdre dos terços de la seva força en tres o quatre hores.
| «                              | Els bancs al costat de la carretera, la paret del jardí, la lloma i el sorral bullien de tiradors, que semblaven decidits a mantenir baix el nostre foc al davant; els que estan darrere del banc artificial es mostraven més disposats a destruir el 27è, que en aquest moment, pot dir-se literalment, jeia mort en quadrat; la seva pèrdua després que La Haye Sainte hagués caigut era horrible, sense la satisfacció d'haver tot just disparat un tret, i molts dels nostres soldats a la part posterior de la carena estaven en una situació similar. | » |
| — Edward Cotton, 7è d'Hússars, | |   |

Durant aquesta estona diversos generals i adjunts de Wellington van resultar morts o ferits, incloent-hi Somerset, Canning, de Lancey, Alten i Cooke. La situació en aquells moments era crítica i Wellington, atrapat en un quadre i ignorant del que estava passant, estava desesperat per l'arribada d'ajut per part dels prussians. Posteriorment escriuria que «el temps que van trigar en apropar-se semblava inacabable. Tant ells com el meu rellotge semblava que anava molt de pressa».

### L'arribada del IV Cos prussià: Plancenoit
| «            | La nit o els prussians han de venir. | » |
| — Wellington |                                      |   |

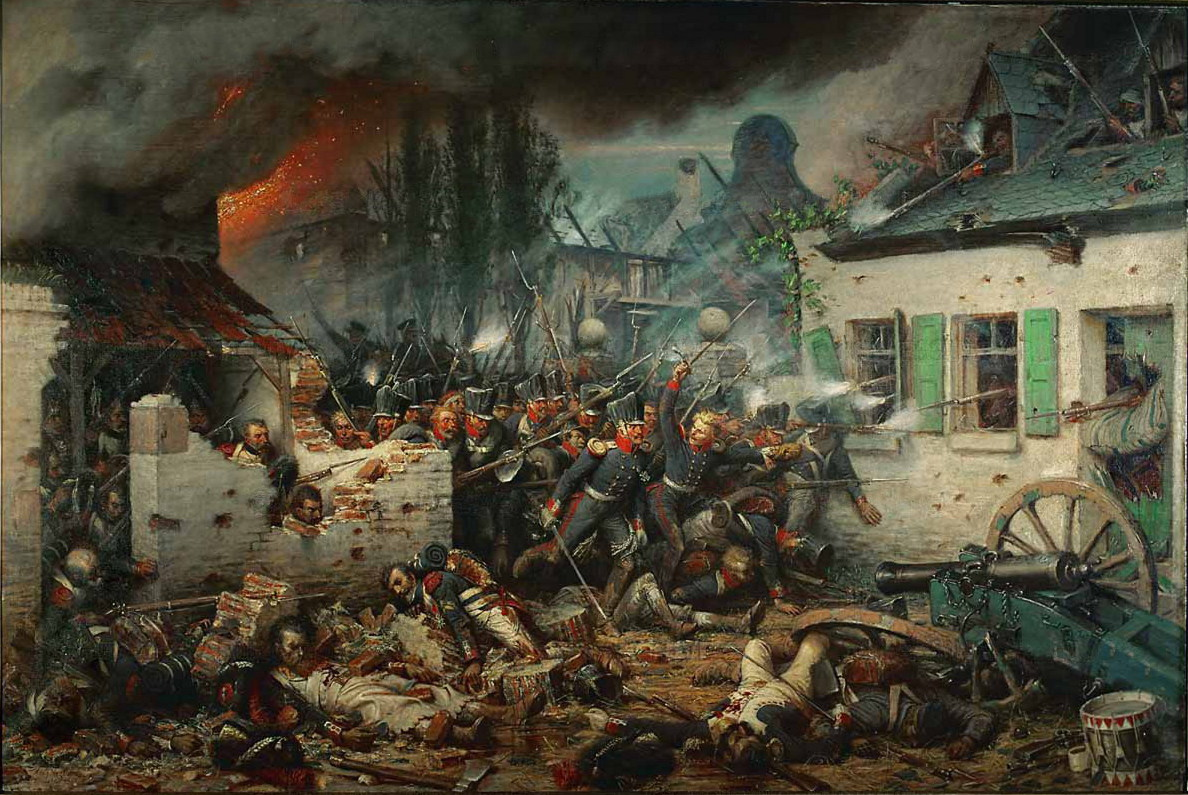
L'atac dels prussians sobre Plancenoit, pintat per Adolph Northern

El primer cos prussià en arribar va ser el IV Cos. El seu objectiu era Plancenoit, que els prussians intentaren emprar com a trampolí cap a la rereguarda de les posicions franceses. Blücher intentava assegurar la seva dreta fins a Frichermont usant el camí del Bois de París. Blücher i Wellington havien estat intercanviant missatges des de les 10:00 i havien acordat aquest avanç sobre Frichermont si el centre de Wellington estava patint un atac. El general Bülow anotà que el camí cap a Placenoit restava obert i que l'hora eren les 16:30.
Cap a aquella hora, mentre que l'atac de la cavalleria francesa estava en marxa, la 15a Brigada del IV estava sent enviat per enllaçar amb els nassauencs del flanc dret de Wellington a la zona Frichermont-La Haie amb la bateria d'artilleria a cavall de la brigada i una brigada d'artilleria addicional desplegada en suport a la seva esquerra. Napoleó envià el cos de Lobau per interceptar la resta del IV Cos de Bülow que anava ca pa Plancenoit. La 15a Brigada expulsà les tropes de Lobau de Frichermont amb una decidida càrrega a la baioneta, després procediren cap als turons de Frichermont, maltractant els Chasseurs francesos amb foc d'artilleria de 12 lliures, i avançaen cap a Plancenoit. Aquest envià el cos de Lobat en retirada cap a la zona de Plancenoit, portant Lobau més enllà de la rereguarda del flanc dret del Armee du Nord i amenaçant directament la seva única línia de retirada. La 16a Brigada de Hiller també avançà amb sis batallons contra Plancenoit.
Napoleó havia enviat tots vuit batallons de la Guàrdia Jove per reforçar Lobau, que es trobava sota una gran pressió. La Guàrdia Jove contraatacà i, després d'un dur combat, assegurà Plancenoit, però van rebre un contraatac i van ser expulsats ells mateixos. Napoleó envià dos batallons de la Mitja/Vella Guàrdia cap a Plancenoit i, després d'un combat ferotge a la baioneta (no van disparar els seus mosquets) recuperaren el poble.

### La marxa al flanc de Zieten

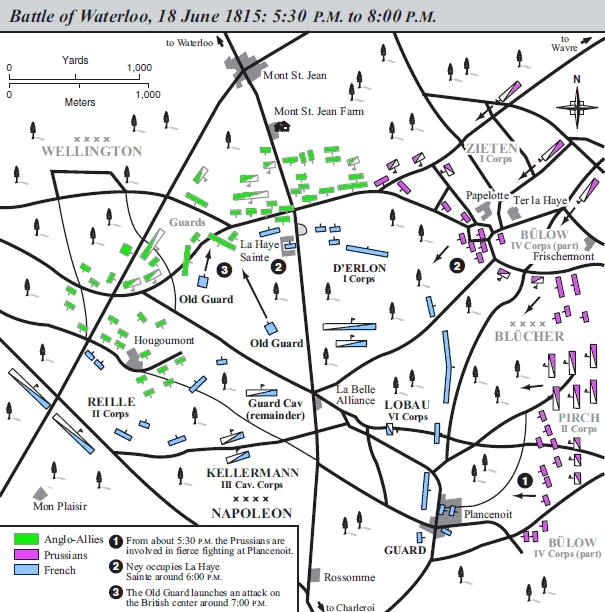
La situació entre les 17:30 i les 20:00.

Cap a darrera hora del vespre, el I Cos de Zieten havia estat arribant en una força major a la zona just al nord de La Haie. El general Müffling, l'enllaç prussià davant Wellington, cavalcà per trobar-se amb el I Cos. Zieten aquest cop havia portat la seva I Brigada, però es preocupà en veure els endarrerits i les baixes de les unitats de Nassau a l'esquerra de Wellington i de la 15a Brigada prussiana. Aquestes tropes semblava que es retirarien i Zieten, tement que les seves pròpies tropes podien veure's enmig d'una retirada general, començà a moure's des del flanc de Wellington i vap el cos principal prussià prop de Plancenoit. Zieten també havia rebut una ordre directa de Blücher perquè donés suport a Büllow, l'obeí i marxà en ajut de Büllow. Müffling va veure aquest moviment i va convèncer a Zieten que donés suport al flanc esquerre de Wellington. Zieten reprengué la marxa per donar suport directament a Wellington, i l'arribada de les seves tropes permeteren a Wellington reforçar el seu centre movent la seva cavalleria des de l'esquerra.
El I Cos procedí a atacar les tropes franceses davant Papelotte i, a les 19:30, la posició francesa estava sent doblegada en forma de ferradura. El final de la línia ara tenia Hougoumont a l'esquerra, Plancenoit a la dreta, i el centre a La Haie. Durutte havia pres les posicions de La Haie i Papelotte en una sèrie d'atacs, però ara reculava davant Smohain sense oposició del 24è Regiment prussià. El 24è avançà contra la nova posició francesa, va ser rebutjat, i tornà a atacar reforçat amb els Schützen (fusellers) silesis i el F/1r Landwehr. Els francesos inicialment retrocediren davant el nou assalt, però ara començava seriosament a disputar el terreny, intentant reconquerir Smohain i mantenir-lo on to the ridgeline i les darreres cases de Papelotte.
El 24è Regiment enllaçà amb un batalló Highlander al seu extrem dret i juntament amb el 13è regiment Landwehr i suport de cavalleria expulsaren els francesos d'aquestes posicions. Posteriors atacs del 13è Landwehr i de la 15a Brigada expulsaren els francesos de Frichermont. La divisió de Durrutte, adonant-se que anava a rebre la càrrega dels esquadrons de la reserva de cavalleria del I Cos de Zieten, es retiraren el camp de batalla. Llavors, el I Cos avançà cap a la carretera de Brussel·les i l'única línia de retirada disponible per als francesos.

### L'atac de la Guàrdia Imperial
Mentrestant, amb el centre de Wellington exposat per la caiguda de La Haye Sante i el front de Plancenoit temporalment estabilitzat, Napoleó llançà la seva darrera reserva, la Guàrdia Imperial, fins llavors invicte. Aquest atac, llançat cap a les 19:30, tenia la intenció de superar el centre de Wellington i separar la línia dels prussians. Tot i que és un dels episodis més celebrats en la història militar, no és clar quines unitats hi actuaren. Sembla que hi participaren 5 batallons de la Guàrdia Mitja, i no dels Granaders o els Caçadors de la Vella Guàrdia. Tres batallons de la Vella Guàrdia avançaren i formaren la segona línia d'atac, tot i que romangueren en reserva i no van assaltar directament la línia aliada.
| «                  | ...Vaig veure quatre regiments de la Mitja Guàrdia, conduïts per l'Emperador, arribant. Amb aquestes tropes, desitjava renovar l'atac, i penetrar al centre de l'enemic. M'ordenà que els encapçalés; generals, oficials i soldats mostraren tots la major valentia; però aquest cos de tropes era massa feble per resistir, durant molta estona, les forces oposades de l'enemic, i era necessari renunciar aviat a l'esperança que aquest atac, per uns breus moments, havia inspirat. | » |
| — Mariscal M. Ney, | |   |

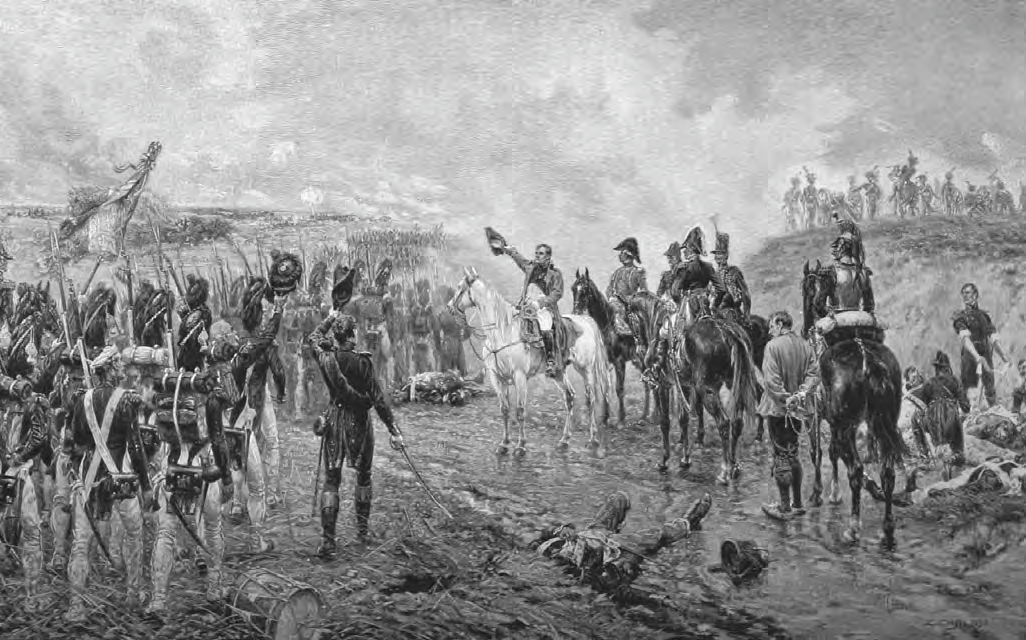
Napoleó es dirigeix a la Vella Guàrdia mentre es prepara per atacar el centre Anglo-Aliat a Waterloo.

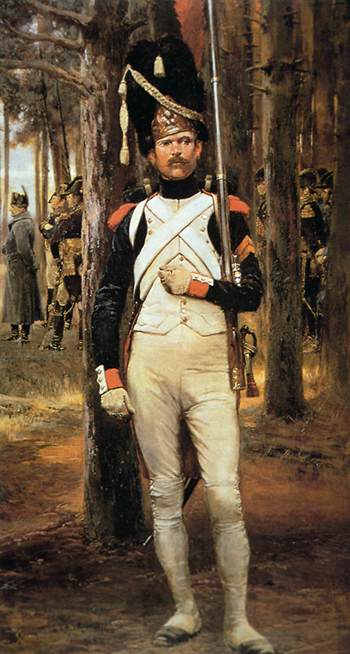
Granader de la Vella Guàrdia, per Édouard Detaille

El mateix Napoleó supervisà el desplegament inicial de la Mitja I la Vella Guàrdia. La Mitja Guàrdia formà en quadres de batalló, cadascun d'ells format per uns 500 homes, amb el 1r/3r de Granaders, encapçalat pels generals Friant and Poret de Morvan, a la dreta seguint la carretera, a la seva esquerra i a la rereguarda es trobava el general Harlet encapçalant el quadre del 4t de Granaders, amb el 1r/3r de Caçadprs del general Michel, prop del 2n/3r de Caçadors i, finalment, el gran quadre format per dos batallons de 800 soldats del 4t de Caçadors comandats pel general Henrion. Dues bateries de l'Artilleria a Cavall de la Guàrdia Imperial els acompanyaren amb seccions de dos canons entre els quadres. Cada quadre estava encapçalat per un general i el Mariscal Ney, muntat en el seu cinquè cavall del dia, encapçalava l'avanç.
Al seu darrere, en reserva, es trobaven els tres batallons de la Vella Guàrdia, de dreta a esquerra, el 1r/2n Grenadiers, 2n/2n Chasseurs i 1r/2n Chasseurs. Napoleó deixà que Ney conduís l'assalt, però Ney deixà que la Mitja Guàrdia fes un moviment oblic cap al centre aliat en comptes d'atacar directament al centre, Napoleó envià a Ney el seu aide-de-camp superior, el coronel Crabbé, per ordenar a Ney que ho corregís. Però Crabbé va ser incapaç d'arribar a temps. Altres tropes avançaren en suport de l'avanç de la Guàrdia. A l'esquerra la infanteria i la cavalleria del cos de Reille que no estaven ocupats a Hougoumont avançaren. A la treta tot el cos D'Érlon de nou pujà la carena i atacaren la línia aliada. D'aquests, la brigada de Pégot va trencar en ordre d'escaramussa i es mogué al nord i a l'oest i donà foc de suport a Ney, un cop més descavalcat, i al 1r/3r de Granaders de Friant. Els Guàrdies primer reberen foc d'alguns batallons de Brunswick, però tornaren el foc als granaders i els obligaren a retirar-se. A continuació, la línia de front de la brigada de Colin Halket consistent en el 30è a Peu i el 73è respongueren al foc, però van haver de recular en confusió enmig dels regiments 33è i 69è, Halket va rebre un tret a la cara, quedant seriosament ferit, i tota la brigada es retirà en desordre. Altres tropes aliades començaren a recular. Un contraatac dels de Nassau i les restes de l abrigada Kielmansegge de la segona línia aliada, encapçalat pel Príncep d'Orange, també va ser rebutjat i el Príncep va ser seriosament ferit. El general Harlet atacà amb el 4t de Granaders i el centre aliat va estar realment en perill que es trenqués. Va ser en aquest moment que la puntual arribada del general neerlandès Chassé girà la sort en favor dels aliats.
La divisió holandesa relativament fresca de Chassé va ser enviada contra ells, encapçalats per una bateria d'artilleria comandada pel capità Krahmer de Bichin. La bateria obrí un foc destructiu contra el victoriós flanc del 1r/3r de granaders. Malgrat tot això no s'aturà l'avanç de la Guàrdia, així que Chassé ordenà a la seva primera brigada (coronel Detmers) que carregués contra els francesos a la baioneta, que va vacil·lar i es va trencar.
El 4t de Granaders, en veure els seus camarades retirar-se i havent patit greus baixes, es retiraren.

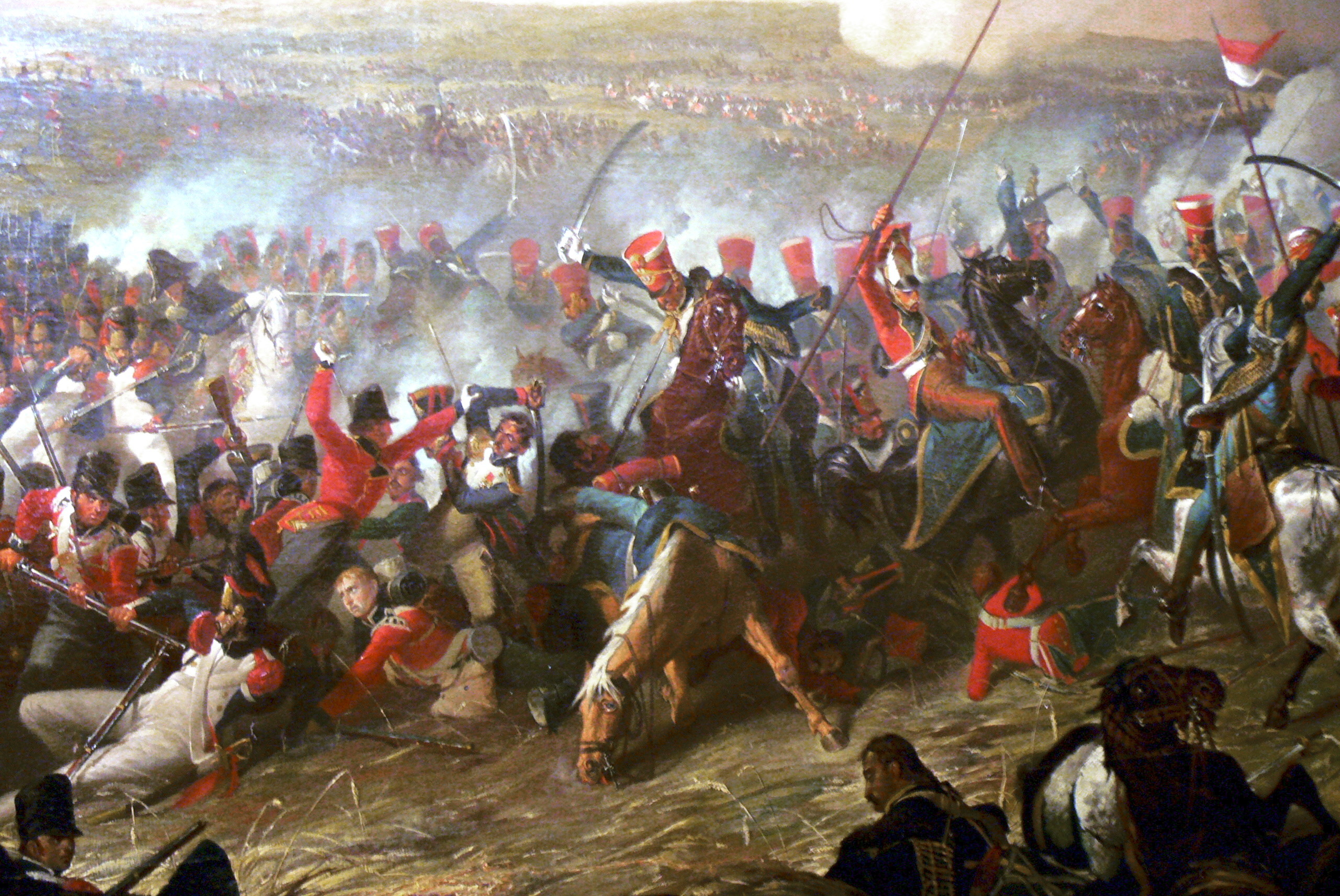
Els 10 d'Hússars britànics de la Brigada Vivian (xacos vermells i uniformes blaus) atacant les tropes franceses, incloent-hi un quadre de granaders francesos (esquerra, a mitjana distància) a les etapes finals de la batalla).

A l'esquerra del 4t de Granaders hi havia els dos quadres del 1r i el 2n/3r Chasseurs que giraren més a l'oest i havien patit més foc d'artilleria que no pas dels granaders. Però quan el seu avanç pujava el turó es trobaren aparentment abandonats i coberts de morts. De cop i volta, 1.500 guàrdies a peu britànics sota Maitland que havien estat estirats per protegir-se del foc d'artilleria frances s'aixecaren i els devastaren descàrregues a boca de canó. Els Chasseurs es desplegaren per respondre el foc, però començaren a vacil·lar, amb uns 300 caiguts del primer de la primera descàrrega,, matant el general Michel. Una càrrega de baioneta dels Guàrdies a Preu els va expulsar, però els francesos van perdre l'ordre en la seva persecució.
El 4t batalló de Chasseurs, de 800 homes, ara saltaren cap al flanc dels guàrdies britànics i els dos batallons de Guàrdies a Peu britànics van perdre tota cohesió i va córrer vessant amunt com un grup desorganitzat amb els Chasseurs perseguint-los. A la cresta els Chasseurs van caure sobre la bateria que havia causat moltes baixes al 1r i el 2n/3r Chasseurs, obriren foc i van fer que els artillers marxessin. El flanc esquerre del quadre ara estava sota el foc d'una gran formació de tiradors britànics, els Chasseurs obriren foc, però els tiradors van ser reemplaçats pel 52è d'Infanteria Lleurgera, comandats per John Colborne, i avançaren en línia fins al flanc dels Chasseurs, llançant-los un foc devastador, i els Chasseurs tornar un foc molt fort matant o ferint a prop de 150 homes del 52è. . El 52è va carregar. Davant aquest atac, els Chasseurs es van trencar.
Els darrers membres de la Guàrdies retirà precipitadament. Una onada de pànic va passar a través de les línies franceses amb la difusió de notícies sorprenents: «La Garde recule. Sauve qui peut!» («La Guàrdia s'està retirant! Campi qui pugui!»). Llavors Wellington es va posar dret damunt dels estreps de Copenhaguen i va agitar el barret en l'aire per assenyalar un avanç general. El seu exèrcit es va precipitar cap endavant de les línies i es van llançar sobre els francesos en retirada.
Els darrers Guàrdies Imperials supervivents es reuniren en tres batallons de reserva (algunes fonts diuen que quatre) just al sud de La Haye Sainte per a una darrera defensa. Una càrrega de la Brigada d'Adam i del batalló hanoverià Landwehr Osnabrück, a més de les brigàdes relativament fresques de cavalleria de Vivian i Vandeleur a la seva dreta, els van abocar a la confusió. Les unitats semi-cohesionades a l'esquerra es retiraren cap a La Belle Alliance. Va ser durant aquesta retirada que alguns dels Guàrdies van ser convidats a rendir-se, pronunciant-se el famós (si bé apòcrif). «La Garde meurt, elle ne se rend pas!» («La guàrdia mor, no es rendeix!»)

### La captura de Plancenoit

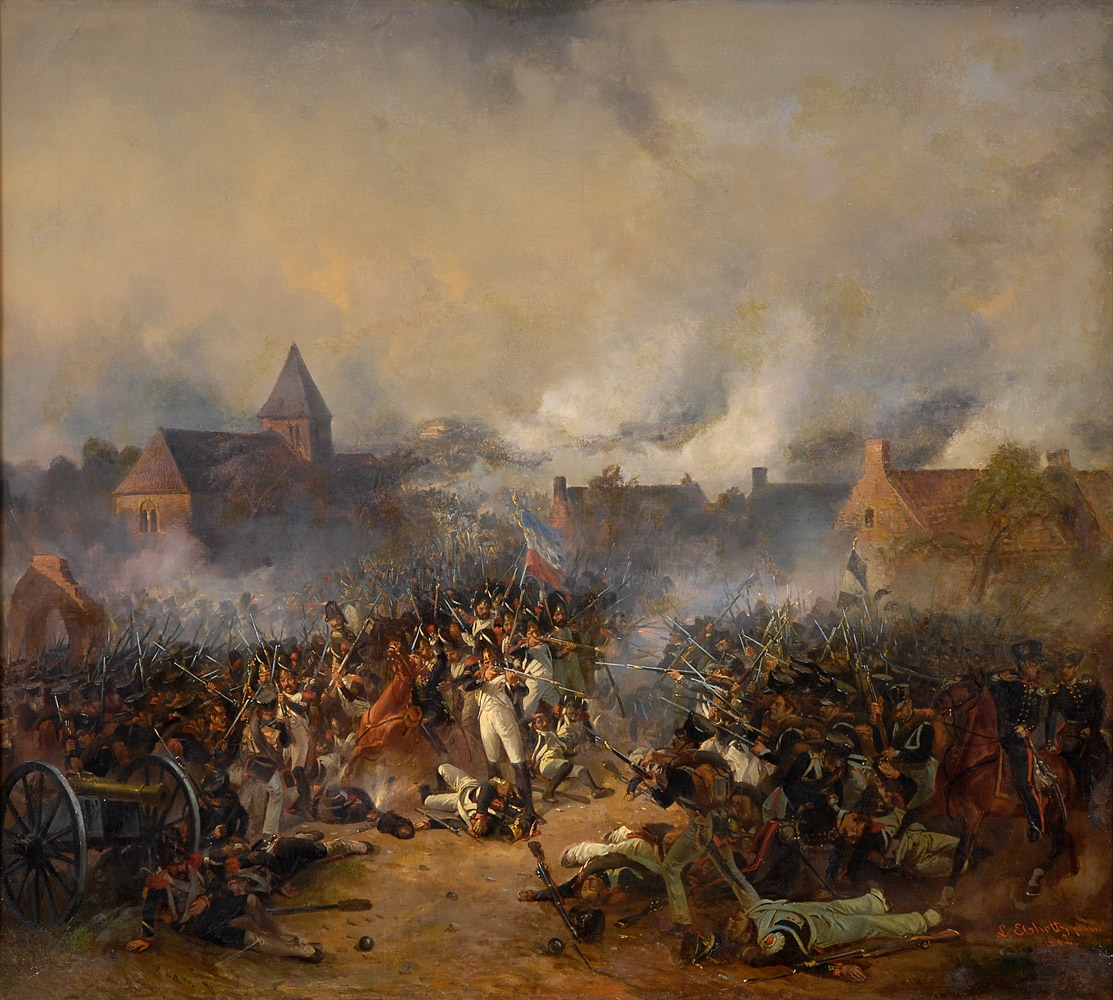
La tempesta de Pancenoit, per Ludwig Elsholtz.

Gairebé al mateix temps, les brigades prussianes 5a, 14a i 16a començaren a empényer cap a Plancenoit, en el tercer assalt del dia. L'església estava en flames, mentre que el seu cementiri, el centre de la resistència francesa, tenia cadàvers escampats «com si fos per un remolí». Cinc batallons de la Guàrdia van ser desplegats en suport de la Guàrdia Jove, els quals virtualment estaven tots ocupats en la defensa, conjuntament amb les restes del cos de Lobau. La clau de la posició de Plancenoit es demostrà que era el bosc de Chantelet al sud. El II Cos de Pirch havia arribat amb dues brigades i reforçà l'atac del IV Cos, avançant pel bosc. El 25è batalló de mosqueters expulsà el de Granaders (Vella Guàrdia) del bosc de Chantelet, sobrepassant el flanc de Plancenoit i forçant una retirada. La Vella Guàrdia es retirà en bon ordre fins que es trobaren la massa de soldats retirant-se en pànic, 
i es va convertir en part d'aquesta derrota. El IV Cos prussià avançà fins a Plancenoit per trobar-se amb masses de francesos retirant-se en desordre de la persecució dels britànics. Els prussians no podien disparar davant la possibilitat d'espantar o de ferir les unitats de Wellington. Aquesta va ser la cinquena i darrera vegada que Plancenoit canvià de mans.
Les forces franceses que no es retiraren amb la Guàrdia van quedar envoltats a les seves posicions i eliminats, sense demanar ni que se’ls oferís quarter. La divisió de la Guàrdia Jove francesa informà d'un 96% de baixes, i dos terços del Cos de Lobau deixà d'existir.

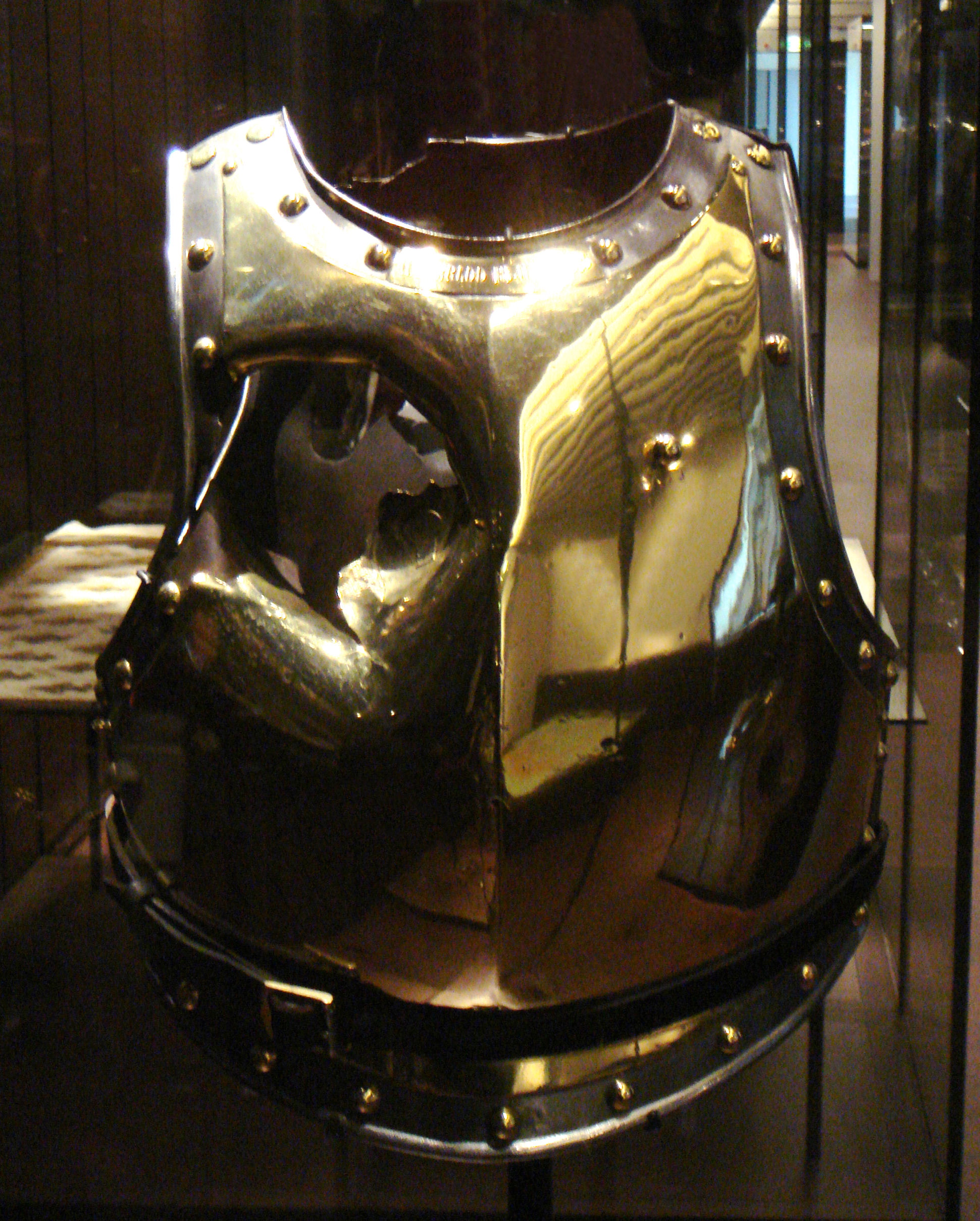
Cuirassa d'un carabinier-à-cheval foradada per una bala de canó a Waterloo, pertanyent a Antoine Favreau (Musée de l'Armée).

| «                                            | Malgrat el seu gran coratge i resistència, els Guàrdies francesos que lluitaven al poble començarem a mostrar signes de vacil·lació. L'església estava en flames, amb columnes de foc sortint per les finestres, passadissos i portes. Al mateix poble, encara escenari d'una dura lluita casa per casa, tot estava en flames, afegint-ho a la confusió. Malgrat tot, un cop la maniobra del Majon von Witzleben es completà i els Guàrdies francesos van veure el seu flanc i la seva rereguarda amenaçades, començaren a retirar-se. Els caçadors de la Guàrdia del General Pelet formaren la rereguarda. Les restes de la Guàrdia marxaren a correcuita, abandonant grans quantitats d'artilleria, equipament i vagons de munició mentre es retiraven. L'evacuació de Plancenoit comportà la pèrdua de la posició que havia de cobrir la retirada de l'exèrcit francès cap a Charleroi. Els Guàrdies abandonaren Plancenoit en direcció a Maison du Roi i Caillou. A diferència d'altres zones del camp de batalla, aquí no hi van haver crits de «Sauve qui peut!». Aquí, en canvi, el crit era «Sauvons nos aigles!» («Salvem les nostres àligues!»). | » |
| — Història oficial del 25è Regiment, 4t Cos, | |   |

### Desintegració

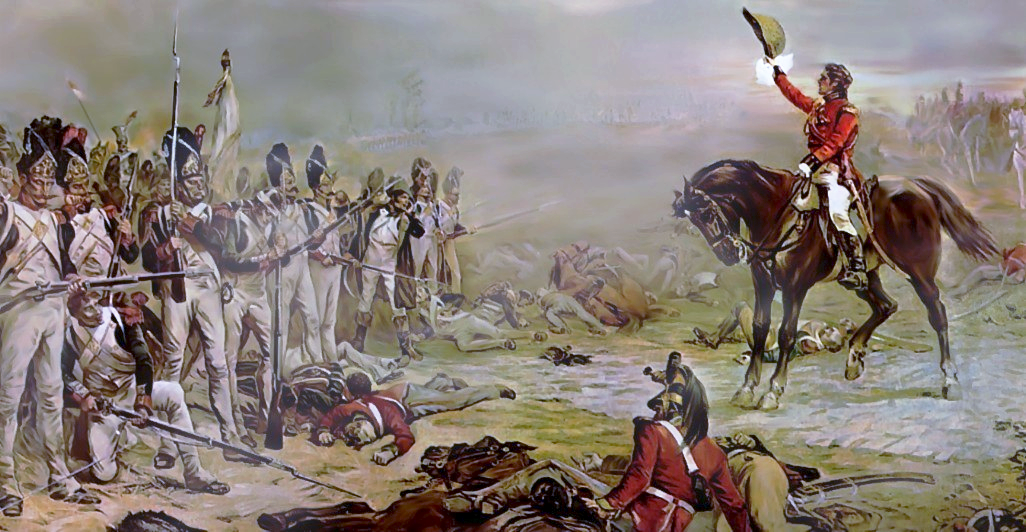
Lord Hill convidant les darreres restes de la Guàrdia Imperial francesa a rendir-se, pintat per Robert Alexander Hillingford.

La dreta, esquerra i centre francès havien caigut. La darrera força cohesionada francesa consistia en dos batallons de la Vella Guàrdia estacionats al voltant de La Belle Alliance; havien estat situats per actuar com a reserva final i per protegir a Napoleó davant la possibilitat d'una retirada francesa. Esperaven reunir l'exèrcit francès al seu darrere, però la retirada es va convertir en una desfeta,es van veure també forçats a retirar-se, un a cada costat de La Belle Alliance, en quadre com a protecció contra la cavalleria de la Coalició. Fins al moment en què el van convèncer que la batalla estava perduda i que havia de marxar, Napoleó comandà el quadre a l'esquerra de la posada. La brigada d'Adam carregà i va forçar a recular el quadre, mentre que els prussians s'encarregaven de l'altre.
Mentre que queia el vespre, ambdós quadres es retiraren en un relatiu bon ordre, però l'artilleria francesa i tota la resta va caure en mans aliades. Els Guàrdies que es retiraven van quedar envoltats per centenars de tropes franceses, en fugida i trencades. La cavalleria de la coalició hostigà els fugitius fins a les onze de la nit, amb Gneisenau perseguint-los fins a Genappe abans que van ordenar aturar-se. Allà, el carruatge abandonat de Napoleó va ser capturat, contenint encara diamants abandonats en la cursa per escapar. Aquests acabaren formant part de les joies de la corona del rei Frederic Guillem de Prússia; un tal Major Keller del F/15è rebé l'orde Pour le Mérite amb fulles de roure per trobar-los. En aquell moment s'havien capturat 78 canons i 2.000 presoners, incloent-hi molts generals.
| «                  | Encara quedaven quatre quadres de la Vella Guàrdia per protegir la retirada. Aquests valents granaders, els elegits de l'exèrcit, forçats successivament a retirar-se, recularen pas a pas, sobrepassats en nombre, gairebé van ser completament anihilats. Des d'aquell moment, es declarà un moviment retrograd, i l'exèrcit es convertí en una massa confusa. Malgrat que era una derrota total, no havia pas el clam de sauve qui peut, que calumniosament s'afirmà al butlletí. | » |
| — Mariscal M. Ney, | |   |

| «                    | Enmig de la posició ocupada per l'exèrcit francès, i exactament alçada, hi ha una granja (sic) anomenada La Belle Aliance. La marxa de totes les columnes prussianes va ser dirigida cap a aquesta granja, que era visible des dels quatre costats. Napoleó havia estat allà durant la batalla; va ser allà que ha donat a les seves ordres, que flirtejava amb l'esperança de la victòria; i va ser allà que es decidí la seva ruina. Allà també, en un feliç canvi, va ser on es trobaren el Mariscal Blücher i Lord Wellington al vespre, i mútuament se saludaren com a vencedors. | » |
| — General Gneisenau, | |   |

L'historiador Peter Hofschröer va escriure que Wellington i Blücher es trobaren a Genappe cap a les 10 de la nit, significant el final de la batalla. D'altres fonts indiques que la trobada va ser cap a les 9, prop del quarter general de Napoleó a La Belle Alliance.

## Després de la batalla

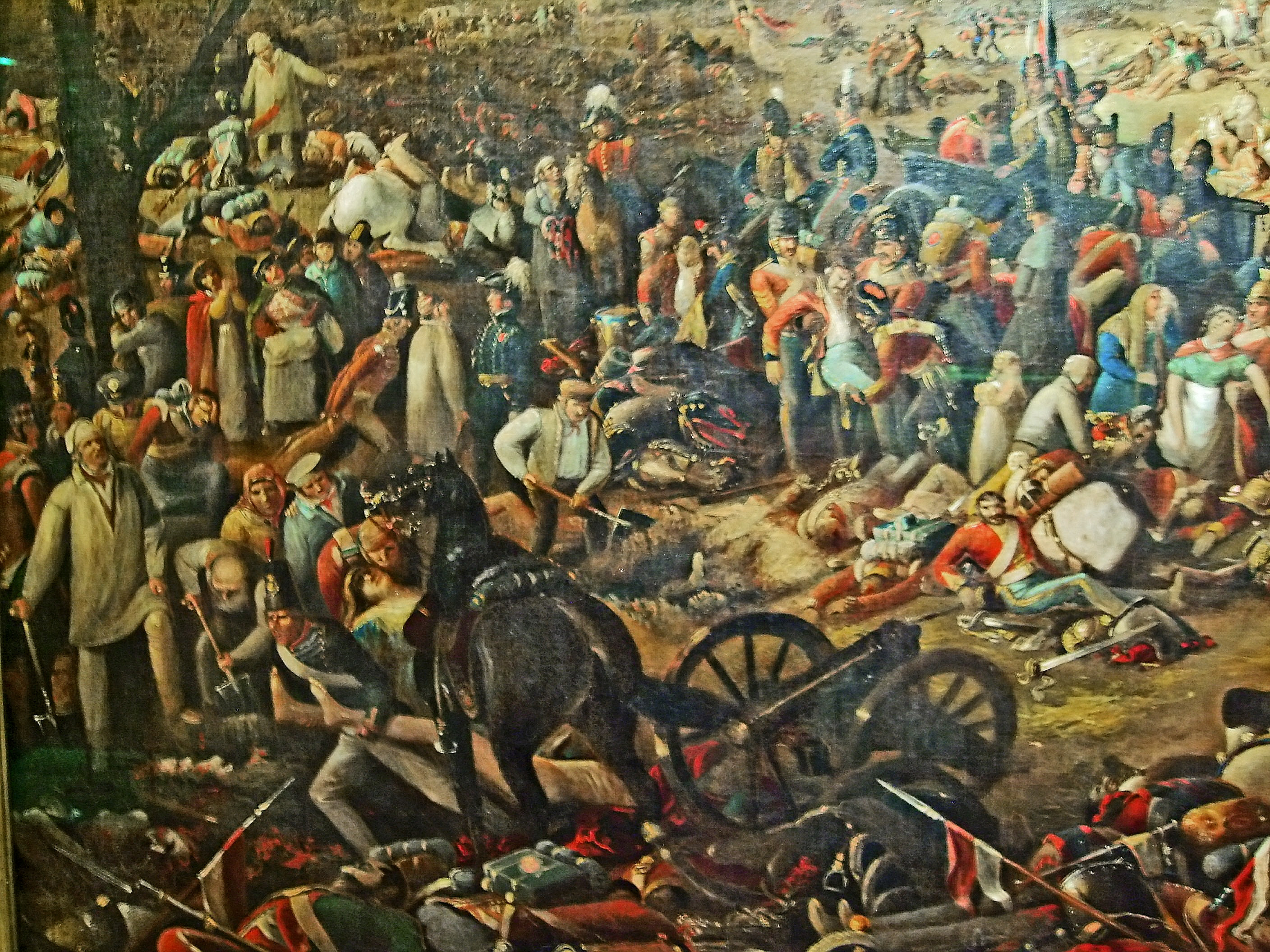
"El matí després de la batalla de Waterloo", per John Heaviside Clark, 1816.

Waterloo costà a Wellington uns 15.000 morts o ferits i a Blücher uns 7.000 (810 dels quals van ser d'una única unitat: el 18è Regiment, que servia a la 15a Brigada, lluitant a Frichermont i Plancenoit, i guanyà 33 Creus de Ferro. Les pèrdues de Napoleó van ser entre 24.000 i 26.000 morts o ferits, i incloïen entre 6.000 i 7.000 capturats, a més de 15.000 desertors després de la batalla i en els dies posteriors.
| «                                                                              | 22 de juny. Aquest matí he anat a visitar el camp de batalla, que es troba una mica més enllà del poble de Waterloo, a la plana de Mont-Saint-Jean; però en arribar la vista era massa horrible. M'he sentit malalt a l'estómac i he hagut de tornar. La multitud de cadàvers, les piles d'homes ferits amb membres mutilats incapaços de moure's, i morint per no tenir les seves ferides embenades o de fam, mentre que els Aliats, es clar, estaven obligats a prendre els seus cirurgians i vagons amb ells, formaven un espectacle que mai no oblidaré. Els ferits, tant els Aliats com els francesos, estaven en un estat igualment deplorable. | » |
| — Major W. E. Frye After Waterloo: Reminiscences of European Travel 1815–1819. | |   |

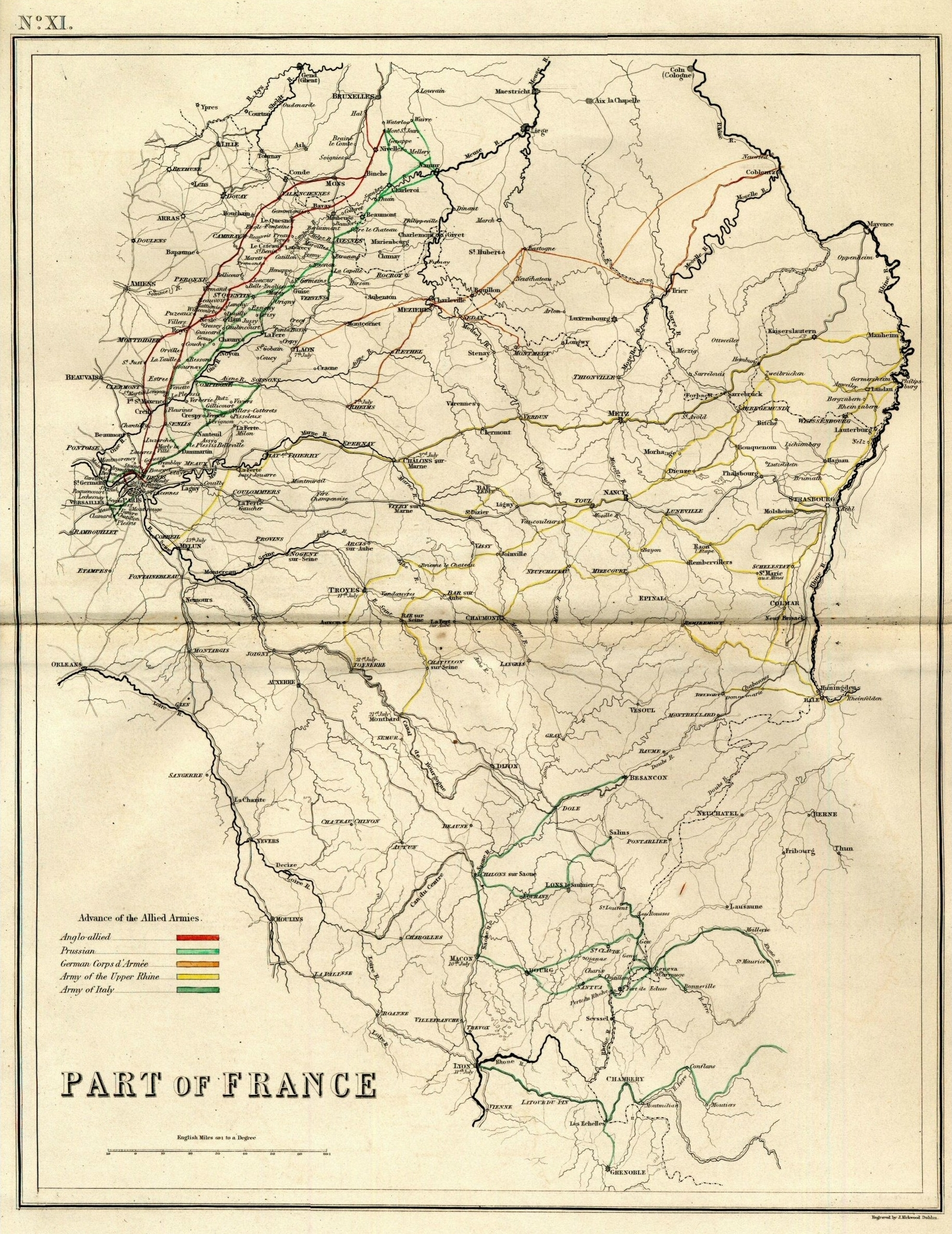
La invasió de França pels exèrcits de la Setena Coalició el 1815

A les 10:30 del 19 de juny el general Grouchy, encara seguint les seves ordres, derrotà el general Thielemann a Wavre i es retirà en ordre tot i el cost de 33.000 que mai no van arribar al camp de batalla de Waterloo. Wellington envià el seu despatx oficial descrivint la batalla a Anglaterra el 19 de juny de 1815; arribà a Londres el 21 de juny de 1815 i va ser publicat com una London Gazette Extraordinary el 22 de juny Wellington, Blücher i d'altres forces de la Coalició avançaren sobre París.
Napoleó anuncià la seva segona abdicació el 24 de juny de 1815. A la darrera escomesa de les Guerres Napoleòniques, el mariscal Davout, ministre de la guerra de Napoleó, va ser derrotat per Blücher a Issy el 3 de juliol de 1815. Paral·lelament, Napoleó intentà fugir a Nord-amèrica, però la Royal Navy bloquejava tots els ports francesos per tal d'impedir un moviment així. Finalment es rendí al capità Frederick Maitland del HMS Bellerophon el 15 de juliol. Va haver una campanya contra les fortaleses franceses que encara es mantenien: Longwy capitulà el 13 de setembre de 1815, sent la darrera en fer-ho. El Tractat de París va signar-se el 20 de novembre de 1815. Lluís XVIII va ser restaurat al tron de França i Napoleó va ser confinat a l'illa de Santa Elena, on va morir el 1821.
| «                                                | Altesa Reial Exposat a les faccions que dividien el meu país, i a l'enemistat de les grans Potències d'Europa, he acabat la meva carrera política; i vinc, com Themistocles, a abocar-me a l'hospitalitat (m'asseoir sur le foyer) del poble britànic. Demano a vostra Altesa Reial la protecció de les lleis, i a llençar-me en el més poderós, el més constant, i el més generós dels meus enemics. | » |
| — Napoleó (carta de rendició al Príncep Regent), | |   |

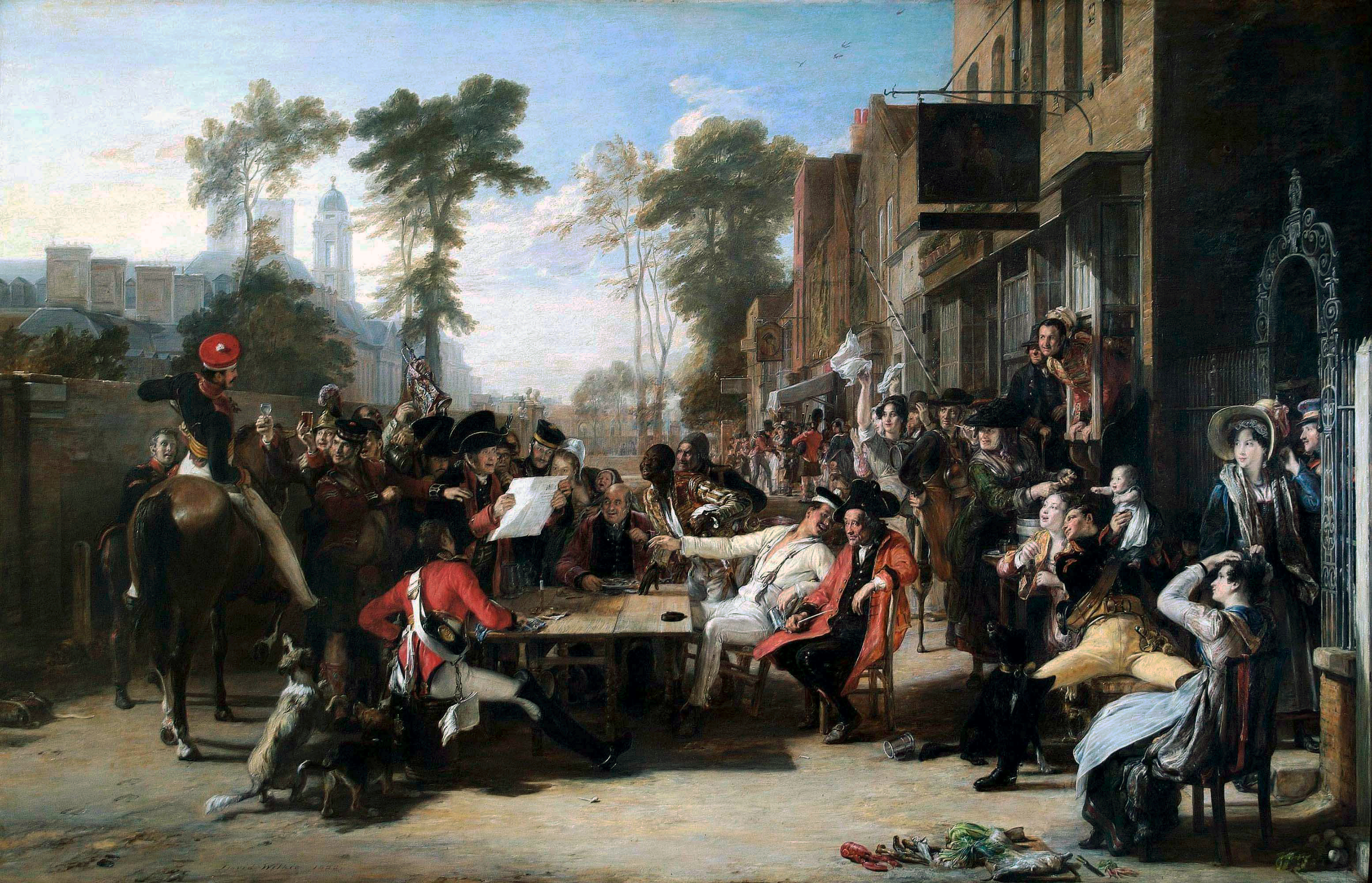
Sir David Wilkie, Els pensionistes de Chelsea llegint el Despatx de Waterloo, 1822.

El 1r de Guàrdies a Peu de Maitland, que havien derrotat els Chasseurs de la Guàrdia, es cregué que havien derrotat els Granaders, tot i que només s'havien enfrontat als Chasseurs de la nova Guàrdia Mitjana. Malgrat tot se'ls atorgà el títol de Guàrdies Granaders en reconeixement de la seva fita, i adoptaren barrets de pell d'os a l'estil dels granaders. La Household Cavalry igualment adoptà la cuirassa el 1821 en reconeixement del seu èxit davant els seus equivalents francesos cuirassats. L'efectivitat de la llança va ser observada per tots els participants i aquesta arma subseqüentment va ser més estesa per tot Europa; els britànics convertiren el seu primer regiment de cavalleria lleugera en llancers el 1816, i els seus uniformes, d'origen polonès, es basaven en els dels llancers de la Guàrdia Imperial.

## Anàlisi

### Importància històrica
Waterloo va ser una batalla decisiva en més d'un sentit. Acabà definitivament amb la sèrie de guerres de convulsionaren Europa (i que involucraren d'altres regions del món) des de la Revolució Francesa, a inicis de la dècada de 1790. També acabà amb el Primer Imperi Francès i la carrera política i militar de Napoleó Bonaparte, un dels majors comandants i estadistes de la història. Finalment, inicià un període de pau internacional a Europa durant gairebé 50 anys; car no tingué lloc cap altre gran conflicte fins a la Guerra de Crimea.

### Les opinions sobre les raons de la derrota de Napoleó
El General Antoine-Henri, Baró Jomini, un dels escriptors militars líders en l'art de la guerra napoleònica, tenia una sèrie d'explicacions molt convincents de les raons darrere de la derrota de Napoleó a Waterloo.
| «                       | Al meu entendre, quatre causes principals van conduir a aquest desastre: La primera, i més influent, va ser l'arribada, hàbilment combinada, de Blücher, i el fals moviment que afavoria aquesta arribada; la segona, va ser la fermesa admirable de la infanteria britànica, es va unir a la sang freda i l'aplom dels seus caps; la tercera, va ser el clima horrible, que s'havia estovat el terra, i rendit els moviments ofensius de manera penosa, i retardà fins a la una del matí de l'atac que s'hauria d'haver fet en el matí; la quarta, era inconcebible la formació del primer cos, en les masses molt massa profundes per al primer gran atac. | » |
| — Antoine-Henri Jomini. | |   |

El propi Wellington va escriure en el seu despatx oficial de tornada a Londres: «No hauria de fer justícia als meus propis sentiments, o al mariscal Blücher i l'exèrcit prussià, si no em atribueixo el resultat reeixit d'aquest ardu dia de l'assistència que cordial i oportunament he rebut d'ells. L'operació del general Bülow sobre el flanc de l'enemic va ser decisiva; i, fins i tot si no m'hagués trobat a mi mateix en una situació de fer l'atac que va produir el resultat final, que hauria obligat l'enemic a retirar-se si seus atacs haurien d'haver fallat, i ho haurien impedit beneficiar-se'n, si per desgràcia haguessin tingut èxit.»
Malgrat les seves diferències en altres assumptes, que Carl von Clausewitz analitzà en detall als estudis Campanya de 1815 i Famós assaig de 1842 de Wellington en resposta a la mateixa, el teòric i historiador prussià Clausewitz es mostrà d'acord amb Wellington en aquesta avaluació. De fet, Clausewitz van veure la batalla abans de la intervenció de Prússia més com un punt mort mútuament esgotador que com una victòria francesa imminent, amb l'avantatge, si escau, que s'inclinava cap a Wellington.
Una visió alternativa és que cap al final de la batalla de l'exèrcit anglo-aliat de Wellington s'enfrontava a una imminent derrota sense l'ajut de Prússia. Per exemple, Parkinson (2000) escriu: «Cap exèrcit va vèncer a Napoleó sol. Però qualsevol que sigui el paper exercit per les tropes prussianes en el moment actual, quan la Guàrdia Imperial va ser rebutjada, és difícil veure com Wellington podria haver evitat la derrota, quan el seu centre havia estat gairebé destruït, les seves reserves havien estat gairebé totes compromeses, la dreta francesa romania sense ser molestada i la Guàrdia Imperial estava intacta... Blücher pot no haver estat totalment responsable de la victòria sobre Napoleó, però mereixia el crèdit per la prevenció d'una derrota britànica.» Steele (2014) escrigué: «L'arribada de Blücher no només desvià reforços vitals, sinó que també va obligar a Napoleó per accelerar el seu esforç contra Wellington El rumb de la batalla havia estat convertit per la força motriu de Blücher. Mentre que els seus prussians penetraven en el flanc de Napoleó, Wellington va ser capaç de passar a l'ofensiva.»

## El camp de batalla avui

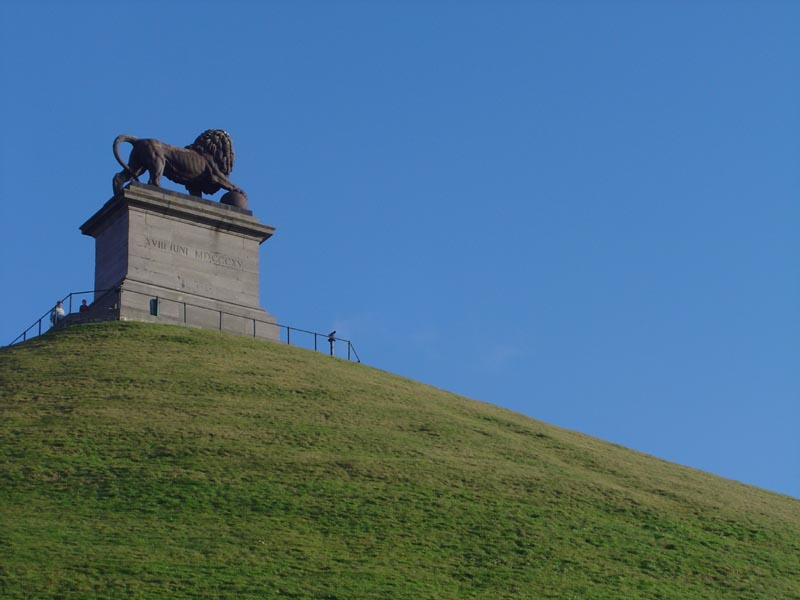
La Lloma del Lleó a Waterloo.

Algunes parts del terreny del camp de batalla ja no tenen la mateixa aparença que el 1815. El turisme va començar el dia després de la batalla, amb el capità Mercer assenyalant que el 19 de juny «aparegué un carruatge des de Brussel·les, els que hi anaven dins, tot baixant, van procedir a examinar el camp». El 1820, Guillem I dels Països Baixos va ordenar la construcció d'un monument. La Lloma de Lleó, un monticle gegant, es va construir fent-se servir 300.000 metres cúbics de terra presa des de la cresta al centre de la línia britànica, eliminant-se el marge sud del camí enfonsat de Wellington.
| «                              | Les ondulacions de les planes diversament inclinades on tingué lloc l'encontre entre Napoleó i Wellington, no són ja, com ningú ignora, les que eren el 18 de juny de 1815. En prendre d'aquest camp fúnebre els materials per fer-hi un monument, li han tret la seva forma veritable, i la història, desconcertada, ja no la coneix. Per a glorificar-lo l'han desfigurat. Wellington, en tornar a veure Waterloo dos anys després, exclamà: «M'han canviat el meu camp de batalla». On està avui la gran piràmide de terra coronada amb un lleó, hi havia un turonet que cap el camí de Nivelles baixava en rampa practicable, però que per la part de la calçada de Genappe era molt escarpat. Encara avui es pot medir l'elevació d'aquesta pujada per l'alçada dels muntets de les dues grans sepultures que tanquen el camí de Genappe a Brussel·les; una, la tomba anglesa, està a l'esquerra; l'altre, la tomba alemanya, està a la dreta. No hi ha tomba francesa. Per a França tota la plana és sepulcre. | » |
| — Victor Hugo, Les Misérables, | |   |

La suposada observació de Wellington sobre l'alteració del camp de batalla, com Hugo descriu, mai no va ser documentada.
Altres característiques del terreny i punts de referència notables en el camp s'han mantingut pràcticament sense canvis des de la batalla. Aquests inclouen les terres de cultiu a rodar cap a l'est de la carretera de Brussel·les-Charleroi, així com els edificis de Hougoumont, La Haye Sainte, i La Belle Alliance.
A part de la Lloma del Lleó, hi ha diversos monuments més convencionals, però dignes de menció en tot el camp de batalla. Un grup de monuments a la cruïlla de Brussel·les-Charleroi i Braine l'Alleud-Ohain marca les fosses comunes de britànics, holandesos, hannoverians i de les tropes de la legió alemanya del Rei. Un monument als francesos morts, titulat L'aigle Blessé ("L'àguila ferida"), marca la ubicació on es creu que una de les unitats de la Guàrdia Imperial van formar un quadrat durant els últims moments de la batalla. [190]
Un monument als morts de Prússia es troba al poble de Plancenoit al lloc on una de les seves bateries d'artilleria va prendre posició. El mausoleu de Duhesme és una de les poques tombes dels caiguts. Es troba al costat de l'església de Sant Martí, un llogaret al municipi de Genappe. Disset oficials caiguts estan enterrats a la cripta del monument britànic al cementiri de Brussel·les a Evere. Les restes d'un soldat de 23 anys, de nom Friederich Brandt van ser descoberts en 2012. Era un soldat d'infanteria lleugerament encorbat, d'1,60 metres d'alt, i va ser colpejat al pit per una bala francesa. El seu rifle, monedes, i la seva posició en el camp de batalla el van identificar com un hanoverià que participà en la batalla a la Legió Alemanya del Rei.

## La moneda de la controvèrsia
Com a part de la celebració del bicentenari de la batalla, el 2015 Bèlgica encunyà una moneda de 2 euros que representa el monument del lleó sobre un mapa del camp de batalla. França va protestar oficialment sobre aquesta qüestió, si bé el Govern belga ha assenyalat que França venia medalles de record a Waterloo. Després que 180.000 monedes van ser encunyades però no alliberades, es va fondre el tema. En lloc d'això, Bèlgica va emetre una moneda commemorativa idèntica amb valor no estàndard de 2 ½ euros. Legalment només és vàlida dins el país d'emissió (però poc probable que circuli) va ser encunyada en bronze, empaquetada i venuda per la casa de moneda de Bèlgica per 6 euros. Una moneda de 10 euros, amb les efígies de Wellington, Blücher, les seves tropes i la silueta de Napoleó, també estava disponible en plata per 42 euros.